# くりぃむしちゅーのオールナイトニッポン
『くりぃむしちゅーのオールナイトニッポン』は、ニッポン放送の深夜放送オールナイトニッポンで、お笑いコンビのくりぃむしちゅー（上田晋也、有田哲平）がパーソナリティを担当していたラジオ番組である。

## 概要
くりぃむしちゅーの両者は、この番組の開始まで『知ってる?24時。』『進研ゼミ高校講座Presents 目からウロコ!24』を担当しており、一部コーナー・スタッフの引継ぎ、リスナーの声を番組内に取り入れる構成、学校名を明記した投稿が見られたことなどから分かるように、『くりぃむしちゅーのオールナイトニッポン』はこれらの後継番組としての要素を多く持っていた。またこの番組は、2人の役割分担が明確で（身勝手且つやりたい放題に振舞う有田、必ず損な役割を押し付けられそれに対してツッコんだり「カリカリ」する上田）、時には漫才のようなトークが繰り広げられた（本人たち曰くこの番組は「クソぶっかけ番組」）。iTunesポッドキャストの"トップPODCASTS"でも1位になるなどの人気番組であった。2016年からは復活特番が行われている。

### 1時の時報直後
時報直後は、主に以下のようなパターンから始まる。
1. 2人の会話の途中で番組が始まる演出 - 番組開始当初は、時報直後に有田が「ていうのもね、上田さん」や「問題はそこなんですよ」、「ていういきさつで馬糞を食べた」など、2人が会話をしているうちに番組が始まっていたと思わせるような演出から始まる。
2. 『スターダストNIGHT』 - 2005年冬頃からは、有田が演じる「スターダスト有田」がDJを務める、FM番組を意識したコーナーから始まる（詳細は後述）。
3. 『いや、まいったね…。』 - 2006年夏頃からは、時報直後に有田が『いや、まいったね…。』と言い、上田がツッコミを入れて始まる。このお決まりのフレーズは、2007年4月にコーナー化されるに至った（詳細は後述）。さらに、一時期、有田が『うーん…。』と数秒悩んでから『いや、まいったね…。』という出だしで始まることもあった。この、『うーん…。』はテレビ朝日系列番組銭形金太郎のときにビビる大木が良く使っていたギャグで（コメントを言う前に必ず『うーん…。』と発する）、有田が本人から正式に使用許可をもらったらしい。2007年7月31日の放送では、記念すべき100回目の放送と言うことで、有田が第一声で『祝!オールナイトニッポン･･･くりぃむしちゅー、100回記念!（番組名の順番を言い間違えた）』と言ったため、この日ばかりは100回記念の放送中心になると思いきや、有田はその後『…それはさておき、まいったね』と言い、結局いつものようにまいった話になった。ちなみに2010年に有田が『木曜JUNK アンタッチャブルのシカゴマンゴ』（TBSラジオ）に複数回ゲスト出演した際にも『いや、まいったね…。』を自身の第一声にしていた。

その他、モノマネや時事ネタ、特別企画などで入るパターンもある。

### オープニングトーク
オープニングは基本的に有田が主導していた。基本的には「フリートーク」であるが、全体の構成や展開を意識したものも多い。この部分がポッドキャストで配信（「くりぃむしちゅーのオールナイトニッポン"電話が鳴るまで"」1回につき約30分）されるので、非常に長いものとなっている。
オープニングトークの定番となっていたパターンは以下の通り。
1. 仕事の裏話 - 『銭形金太郎』やアフレコ、海外ロケなど、テレビでは放送されない部分に関する話題。
2. 無茶振り - 有田の無茶苦茶な振りに上田がのっかり、どんどん架空のストーリーが展開されるもの。約30分続き、最後に有田が「まあ○○だったというか、時間の無駄だったというか…」で完結する。有田は「月に1度のお楽しみ」、上田は「この番組の生理」と評している（新人マネージャーの斉藤や芸人 ペナルティのヒデは無茶振りの嘘を信じていたこともあった）。
3. 近況報告 - 有田がよくはまっているパワプロなどの趣味の話題や、有田単独の仕事やプライベートで一緒になった同業者（主に岡田圭右、堀内健）などの話題。
4. 身内ネタ - 大橋マネージャー、新人マネージャーの斉藤（あだ名はメイドが大好きだから「めいとう」）、売れない後輩芸人『寿司』や、ゴミメガネなどをネタにしている。
5. 上田いじり - テレビでのツッコミやプライベートにおける上田のおかしな行動をいじる。上田いじりは他のコーナー内でも行われていた。

以上のように厳密に区別できない場合もある。
有田が韓国旅行により放送をサボった際は、上田と後輩芸人の寿司（現・コトブキツカサ）が務めた。そのお詫びで、有田が上田に「1回だけサボっても良いよ」ということになったが、結局上田が好きなボクシングの試合DVDを見ながら行った。

### タイトルコール
タイトルコール方法の変遷〜有田からリスナーへ、そしてまた有田へ〜
- タイトルコールは有田やリスナーなどが行うため、タイトルコールをすることができなかった上田が有田やリスナーに文句やツッコミを浴びせるという流れがあった。しかし、その流れが常態化すると、上田は自分がタイトルコールをすることができないことについて何も言わなくなった。
  - 局アナや歌手、マネージャーなどがタイトルコールを行うこともあった。
  - 2007年5月8日の放送で有田が欠勤した際、初めて上田はタイトルコールをすることができた。しかし、その際、上田は「くりぃむしちゅー上田晋也のオールナイトニッポン」と叫んでおり、結局一度も「くりぃむしちゅーのオールナイトニッポン」とタイトルコールをすることはなかった。
- 電話をかけてきた（事前打ち合わせあり）リスナーによりタイトルコールが行われていた時期があった。
  - タイトルコール前後のリスナーとのトークの中で、有田がリスナーに何かしらのケチをつけて説教をする展開が多かった。パターンとしては、ボケたリスナーに対してそのボケを否定し、別のボケを持ってきて「違うでしょ、今のは『○○（別のボケ）』でしょ、それで『こらぁー』で大爆笑よ。」といったダメ出しをしたり、「決め撃ちはだめだ」と即興のボケ以外は認めないといったような説教や、上田の普通の質問に普通に答えたリスナーに「お前の事なんか聞いてない」などとを罵倒し、上田がリスナーのフォローにまわる、などがあった。有田からのフリにはボケて答えて、上田からのフリには真面目に答えるというルールがあった。
  - リスナーがオープニングトークの中の主要人物に最初だけなりきるスタイルが2006年下半期頃から定着してきていた。流れとしては、まず上田と有田が「あいつじゃない？、○○（フリートークに出てきた人物）じゃない？」とふり、その直後、電話に出たリスナーが時には声マネまでしてその人物になりきる。そして上田と有田がその人物と話している体でいろいろな質問をしたりする。しばらくその会話が続いた後、リスナーがタイミングを見計らって「それはそうと、俺（私）は○○県○○市のラジオネーム○○だ（よ）」、と正体をばらす。上田と有田は「その人物」でなかったことに対して文句を言うが、その間にリスナーによる自己紹介がなされ、続けてタイトルコールがなされる、その後はリスナーとの会話に移る。

### エンディング
- 3時の時報前にはナインティナインのオールナイトニッポンと同様に「くりぃむしちゅーのオールナイトニッポン」と入る。
- エンディングのテーマ曲は第一回目の放送から一貫して銀杏BOYZの「夢で逢えたら」を使用している。
- 最後は上田、有田、上田、有田の順で「このあとは、斉藤安弘さんのオールナイトニッポンエバーグリーンです[注 1]。ということで、今週はこの辺でお別れ。くりぃむしちゅー上田晋也と」「有田哲平が実はしゃべっておりました」「あったかくしてねろよ〜」「僕から以上!!（2人の恩師：黒瀬先生のマネ）」と締めくくる。オープニングでは自己紹介を行わないため、唯一番組内でちゃんと自己紹介する場面であった。
- なお、番組開始当初〜2007年上半期ごろまでは上田が「あったかくしてねろよ〜」ではなく「また来週バイバイ」と言っていた。『上田晋也のおしゃれだからねぇ』のコーナーが始まった頃から「あったかくしてねろよ〜」と言うようになった。有田も、初期は「僕から以上!」ではなく「おーでーべーす」（「お疲れ様です」の意）と言っていた。
- 2007年11月20日放送から、オールナイトニッポンエバーグリーンがほとんど録音放送であることを知りつつも「アンコーさんは○○についてどう思いますか？」などと質問して、斉藤安弘さん（アンコーさんは愛称）をいじるようになった。当然ながらアンコーさんは録音で質問の存在を知らないため「風邪に気をつけてください。」などの普通の切り返しをしている。しかし、同年12月11日放送のエバーグリーンではリスナーから「くりぃむしちゅーが先週の番組の終わりに『アンコーさんが思う今年の流行語は何か？』という質問をした」というメールが届いたことを紹介し、それに対する答えを返した。

### 特筆すべき過去の出来事
- 2005年7月5日第1回放送の記念すべき1曲目はnobodyknows+の「エル・ミラドール〜展望台の唄〜」だったが、他のラジオ番組と違い最終回で第1回の1曲目が流されることはなかった。
- 過去一度（2006年2月28日）だけ、北海道の知床から放送が行われた（銭形金太郎のロケのため）。その際、他の銭金メンバー（ネプチューン、東貴博ら）もゲストに呼ぼうと考えていたが、オールナイトの前に行われた銭金の打ち上げがいまいち盛り上がらず、くりぃむしちゅー以外は各自の部屋に戻り寝てしまったため、銭金メンバーは誰一人としてスタジオに姿を見せなかった。東だけは出演に乗り気だったようだが、同じ時間にロケが入り出られなかった（当時の東は、22時からラジベガスをやっていたのだが、同日は事前に録音して放送）。
- 2007年1月23日の回では、仕事（このラジオ）を休んで新婚旅行に行っていたミキサーの豚女こと大城がタイトルコールに登場した。「くりぃむしちゅーのオールナイトニッポン」とコールするまでは他のリスナーの流れと一緒だったが、「ビタースウィート」が鳴り始めてからは結婚式、披露宴、新婚旅行、大城の夫の話、上田による大城のかつての歌手志望と目立ちたがりの性格の暴露などラジオならではの内輪話に終始し、その際の有田と上田のテンションも相当高く、2人のフリに大城が嫌がらずのっかったので下ネタトークにも花が咲いた。
- 2007年5月8日の放送で、有田が欠勤した。事の発端は上田が上田ちゃんネルのボクシング観戦ロケで、ゴールデンウィーク後半にラスベガスに長期滞在することになったこと。そのため休暇を韓国で過ごすことにした有田は、アンタッチャブル山崎と韓国へカジノに行ったものの、（有田の主張では）数年に一度の大渋滞に巻き込まれ東京への最終便に乗り遅れてしまい、帰国できなくなった。そのため、上田と事務所の後輩芸人である寿司（現・コトブキツカサ）がスタジオ入りし、有田が韓国から電話出演という形になった。また急遽、有田への罰ゲームがとり行われることになった。罰ゲームの内容は、有田が韓国でナンパをして、10分以内に成功しなかった場合は、その度に実況パワフルプロ野球13の選手を1人ずつ消すというものだった。結果は、日本のゴールデンウィークが終わっていたため、日本人が全く見当たらず、最終的に2時45分頃に、日本語が達者な女性従業員に声をかけたが、上田が示した条件である『自分の部屋で一緒に話すことに同意させる』はクリアできず、失敗に終わり、計6人の選手データを失うことになった。それに加えて、番組終了間際に上田のミス（明らかに故意）でチームデータごと消去された。
  - また、この日の放送では前述の理由により非常にナンパが困難だった。そのため時間を埋めるためにこれまた急遽、寿司によって有田が昔よく使っていたナンパテクの暴露が行われた。

  1. 「さては君甘えん坊だろ? だってさ、おっぱいが大きいからさ、悲しみとか色んなものを背負ってんじゃん。」
  2. 「髪パサついてるね…。髪がパサついてる娘って愛情に飢えてんだよね。」
  3. 「君、足首細いね。足首細い娘って、基本的に鍵っ子なんだよね。」 など意味不明のものばかりである。

  - なお、パワプロ13の選手を消した後に上田が『この曲を有田さんに捧げます』と言い、ビートルズの曲を流した。これは有田がパワプロ13で作った選手の名前がビートルズの曲のタイトルだったためである。
  - この放送の終盤では当時、他局のラジオ番組を担当していたアンタッチャブル・山崎がちょこっと音声出演した。
  - また、この日初めて上田はタイトルコールをすることができた（タイトルコールを参照）。
- 2008年4月29日の放送で、有田が女性への不満や不信感から、『全国総ゴミメガネ宣言』を行った。宣言の内容は、「女性と付き合いたいという気持ちを捨てた方がいいのではないかと思うようになった。これからすべての女性を番組のサブ作家であるゴミメガネ（本間俊彦のことであり、なぜか女装をしている）だと思うように決めた。そうすることで女性を意識しないようになる。」といったものであった。また、「携帯電話を見るたびにこの宣言を思い出すように、ゴミメガネの写真を待ち受けにする。」とも宣言し、この日から有田は携帯の待ち受け画面をゴミメガネの写真にした。この宣言へのリスナーの反響が大きかったため、5月6日の放送で番組にメールを送ってきた希望者全員に、ゴミメガネの待ち受け画像を添付して返信（ゴミメガネ本人が手作業で返信）することを発表。すると希望者が殺到し、5月13日の放送までの1週間に8千通ものメールが寄せられた。この反響の大きさから、この日の放送ではニッポン放送の公式ケータイサイトから、「ゴミちゃん待ち受け画像」と「ゴミちゃん着ボイス」がダウンロードできるようになったと発表した。5月20日の放送では、ゴミちゃん人気を確認するために、週末どこかにゴミちゃんを解き放つ（ただの散歩をする）ことが決まり、実際に渋谷の町に女装をしたゴミちゃんが降臨したが、話しかけてくる人は誰もいなかった。5月27日の放送では、再びゴミちゃんをゲリラ的に解き放つことが決定し、ゲリラ的にもかかわらず降臨する場所と日時が告知された。6月1日には告知どおり渋谷のハチ公前にゴミちゃんが降臨すると、番組のリスナーが50人程集結しており、ゲリラ的にゴミちゃんの写真撮影会と「ゴミちゃん闊歩(ただの散歩)」が行われた。6月3日の放送では、「ゴミちゃん待ち受け画像」の第2弾としてゴミちゃんの浴衣姿の配信が決まり（ゴミちゃんが手作業で返信）、この画像の希望者が1万人を突破した場合、6月10日の放送で「新宿二丁目ゴミマラソン」を決行することが発表された[1]。
- 2008年12月30日に放送された最終回のリスナージングルにてラジオネーム・ぼくくぼ(放送当時、熊本農業大学一年)によると、2008年12月16日放送回で番組が年内で終了することを後述の最終回演出をすることなくあっさり発表した後、ネット局の熊本放送では上田の実の兄、上田啓介のラジオ番組の宣伝CMが流れた。
- 番組終了後、2009年4月16日放送のアンタッチャブルのシカゴマンゴに、有田がゲスト出演し、オールナイトニッポンなどでの裏話を語った。なお、放送当日のオープニングは、有田のフレーズ「まいったね」で始まることが、4月2日に決められていた。
- 2010年2月26日に再び有田がゲスト出演。しかしこの日は休養中の柴田の代役パーソナリティ、ゆってぃが目立っていたため、有田が「来週も出る」と言い、実際に次の週も出演した。

### 番組の特徴・豆知識など
- ポッドキャスト配信部分を少しでも長くするためか、番組のオープニングトークが長く必ず30分間要する。よって、その後2時までCMが偏って放送される事が多い。
- オープニングトークが長いため、番組内でかける曲は他の番組に比べとても少なく、一曲もかからないこともしばしばある。曲紹介は上田が担当しているが、『一曲いっちゃうー、なんつってさ』から入り、わざと曲名を間違えるなどふざけが多い。この曲フリは『知ってる?24時』からの継承である。
- 森三中の黒沢かずこがこの番組のファンである。理由は「オープニングトークが長いから」（アメトーーク!より）
- 笑い役
  - ラジオのバラエティ番組において、必須のポジションである笑い役は、番組のチーフ作家石川昭人である。彼の笑い方はかなり豪快で、ツボに入って大笑いすることもあるが、少なからずリスナーに対する誘い笑い的要素も含んでいると思われる。
- フィラー
  - Lioの「The Best Of Lio」というアルバムの中から以下の曲が選ばれ、使用されている。

　　　　Amoureux Solitaires , Zip a doo wah , Amicalement Vorte , Mona Lisa , Je ne sais pas dire oui , I'll expose you
- ポッドキャスト
  - 2006年10月5日から、ニッポン放送 ポッドキャスティングステーションにて「電話が鳴るまで」のオープニングトークを配信。
  - またはiTunesをダウンロードし《iTunes Store→Podcasts→くりぃむしちゅーのオールナイトニッポン→購読する》で聴けるようにもなる。
  - 第1回目のポッドキャストは、コーナー祭りでオープニングトークが省略されたため、ダウンロードできなくなっている（当初はできた）。
  - 開始当初はタイトルどおりリスナーからの電話が鳴ってタイトルコールを言ったところで終了したが、上記のように最近はリスナーからの電話がなくなったため、有田がタイトルコールをするまでの部分が配信されている。とはいえ、放送開始からタイトルコールまで30分もあるため、CMを除いた番組の1/3はこのポッドキャストで聴くことができる。
- 番組の公式サイトは、終了から15年以上にわたり残されていたが、2024年7月ごろ削除された[2]。

## コーナー

### 通常コーナー
- すべて通常はハガキコーナーである。
- 冒頭にコーナー開始時期を示した。
- ここでは番組内でのコーナー終了宣言の有無をもとにコーナーを分類しているが、自然消滅したコーナーも存在する。番組終了時点で募集していたコーナーはこちらの公式ページを参照：ハガキコーナー紹介!
- 基本的に有田発信であるコーナーが多かった。

#### ツッコミ道場! たとえてガッテン!
番組開始時〜
- この番組の看板コーナー。上田チーム・有田チームに分かれ、それぞれに用意されたテーマに対して、飽くまでもたとえツッコミを入れるコーナー。ただし後述のとおり、テーマの単語が文章中に入っているだけというネタが段々増え、形骸化が進んでいった。
- タイトルはNHKの『ためしてガッテン』に由来。テーマソングはRam JamのBlack Betty。
- 計5ラウンド。3人の判定員（番組スタッフやゲストが担当する）がどちらのチームのたとえツッコミが上手かったかを1ラウンドごとに判定し、3ラウンドを先取した方が勝者となる。5ラウンド待たずして決着がついた場合、消化試合が行われる。主に有田からの提案により、時々7ラウンドやることもある。
- 5回連続で負けると罰ゲームが実行される（『ウッチャンナンチャンのオールナイトニッポン』のコーナー「たこいかジャンケン」のルールを踏襲）。今まで、上田・有田がともに4連敗を2回経験したが、有田チームが2007年10月2日・2008年11月18日に5連敗が確定した。
- 上田と有田が交互に紹介するため名義上はチームとなっているが罰ゲームを受けるのはリーダーの上田と有田のみであるため実質チームの罰ゲームではなく個人の罰ゲームとなっている。
- 放送された全116回の対決中、上田が65勝、有田が50勝、引き分けが1回。
- 当初は純粋にたとえツッコミのみの対決であったが、第9回放送での「上田と前田アナ（テレビ朝日のアナウンサー）がくっついてほしい自分に対し一突っ込み、『恋のキューピットか』」というツッコミを契機に、次第に突っ込みの前の文章が長くなる傾向が始まり、コント調のネタや『長州藤波のオールナイトニッポン』（くりぃむしちゅーのオールナイトニッポンのパーソナリティを長州力と藤波辰爾に置き換えたもの）などのテレビ・ラジオ番組を元ネタとしたものが増えていった。初期は上田は「たとえツッコミだからな!」と否定的だったが、この形式のネタが多く送られるようになると、上田も採用するようになった。
- 罰ゲームの内容は決まっておらず、有田がコーナー内容説明の際に（あくまでもネタとして）発表している。当初は上田に対して『上田家物色』有田に対しては『どーも、ボクです総選挙』だったが、それ以降はほぼ毎週変わっている。上田に対するものは主に『上田さん（の奥さん）と100人の童貞リスナーによる〜』といった内容で、有田に対するものは、『一泊二日で温泉旅行に行く』などといった全く罰ゲームになっていない内容がほとんどであるが、『出家』『パイプカット』など厳しいものになっている場合もある。
- ノベルティは勝利チームにはガネック!、敗北チームには手紙が送られる。ガネック!をもらいたいが為に、両チームに投稿するリスナーもいた。
- 二人のフリートークの長さから他のコーナーが行われない場合でも、このコーナーだけはほぼ毎週行っていた。また一時期は、一つ一つのネタのボリュームが大きくなりすぎたため、30分以上の時間を割いていた。最終的に20分程度で落ち着いた。
- 2006年の節分のとき、テーマが「鬼（上田） VS 仏（有田）」対決になった、「仏」はツッコミが難しく投稿が不調であり、それを面白がった上田やスタッフが、数週に渡って嫌がらせのようにテーマと無関係に有田チームのテーマを「仏」とした（これを契機として、コーナー全体にたとえツッコミはおろかツッコミですらないコント形式のネタが急増する）。次第に「仏」で有田チームが勝つようになり、連敗ストップのため逆に上田チームのテーマが「仏」になってしまう。ついには「仏 VS 仏」対決が行われ、それを最後に仏ネタは封印されたがお盆（盂蘭盆会）に復活した。他に「仏」のように面白がって有田チームへ繰り返し使われるテーマとして「おふくろさん」「豆」「ジョー小泉」などがある。
- ダブルユー（松田優作と内田裕也）のオールナイトニッポン（上田チーム）など、ほぼ毎週読まれるような定番ネタもあった。テーマのフレーズさえ入れれば後はフリーという傾向になっていったため、決着がついて読まれなかったネタに対して、「フレーズだけ変えて来週も送って」ということもあった。
- 2007年10月2日の放送において、ついに上田チームが5連勝し、コーナー始まって以来初の罰ゲームとなる。翌週に有田への罰ゲームを決める際に当時『有田と付き合っているのでは』と噂されていた西川史子が生登場することが発表されると、翌々週に罰ゲームとして「哲平・史子のラブラブナイトニッポン」を放送することになった。
- 2008年11月18日にも上田チームが5連勝。有田への罰ゲームとして大御所ゲストにパネェ質問SP リターンズが行われた。
- 最後の対決（「紅白今年ブレイクした人対決」、上田チームは「DAIGO」、有田チームは「木下優樹菜」）は、葉書を募集したものの、放送されなかったため番組ホームページにて葉書を公開（勝敗はなし）。

#### 有田哲平の魂のリクエスト!
番組開始時〜
- 番組終盤の26:45ごろに不定期に始まる、上田が忌み嫌っているコーナー。テーマ曲が流れ始めた途端に上田がうんざりし始める（2006年頃からは、「うぉ～い！」と罵声を発するようになる）のがお約束となっていた。略称は「有魂リク（ありたまりく）」。
- 基本的には、目からウロコ!24にあったコーナー、「有田先生の青春応援歌リクエスト!」と内容は変わらない。
- 福山雅治のオールナイトニッポンサタデースペシャル・魂のラジオ内のコーナー「魂のリクエスト」をパロディー化したもので、リスナーから寄せられたエピソードに有田の魂が揺さぶられた場合にのみ、有田がリクエスト曲を歌うことになっているが、毎回歌う。歌う時だけ大きめな手持ちのマイクに替えて歌う。
- 有田のタイトルコールの言い方が福山雅治風になり（「目からウロコ!24」を担当していた時からすでにそうだった）、自分のことを「俺っち」「アリテツ」などと呼ぶナルシズム全開キャラに変貌する。しかし、少しずつ口調は崩壊しはじめ、最終的には何を言っているかわからないほどの完全な壊れキャラと化したと同時に「槍玉にあがってのじゃがましいアホンダラ」や「坂田利夫のやらしいよ！キクエちゃん」、「アリゾナ州ってレクレーション楽しいの」等コーナーの趣旨とは全く関係ないタイトルコールを言うようになった。そのくせ、投稿読みと歌だけはきちんとした口調で行うため、その「配慮」が上田の感情をさらに逆撫でした。
- リスナーから寄せられるエピソードはたいてい著名人や、挙げ句の果てには人間でないモノを騙っており（ファミコンなどの物系や上野駅などの建物系、さらには月曜日などとモノとしては成立しないものにまで騙っている）、最後に追伸で全部嘘であることを告白し、有田が激怒しつつも結局リクエスト曲を歌うのがお約束となっていた。イルカの「なごり雪」や、C-C-Bの「Romanticが止まらない」など、複数回歌っている歌もある。
- 追伸の締めには「有田さんの天使の歌声を今日も世界中に届けてください」や「友達の中でも1番の人気だから歌い続けてくれ」などのコーナー存続を願うリスナーからのメッセージが入っていることがあった。
- コーナー開始から終了まで上田はキレっぱなしで、リクエスト曲が始まると有田本人や歌詞に対して（歌詞に合わせて）ツッコミ・罵倒を浴びせている。最初の頃は歌詞に合わせてツッコミを入れることから「わしゃ人生幸朗か」と言っていた（上田の好きな歌であるスピッツのチェリーを歌ったときは、わざと遅れて歌うなどしたため半ば本気で嫌がった）。ただし、有田の歌マネが上手いときは、キレながら褒めていることがある（長渕剛「乾杯」、サザンオールスターズ「希望の轍」など）。また、曲のリクエストはANNエバーグリーンに送るように言うこともあった。
- 上田は有田に対してキレたふりをしているだけで、CM明けの有田の提供クレジットの後には、何事もなかったかのように「エンディングー」と言っていた。
- 2016年以降の復活特番でもこのコーナーが行われており、その際に上田は「うぉ〜い！」という雄叫びは発しないが、相変わらず有田は口調が崩壊しているキャラで、キチンとコーナータイトルを言わなかったり、上田も歌詞や有田に対してツッコんでいる。

#### いや、まいったね…
2007年4月24日〜
- 2006年夏頃から、有田が番組の冒頭に必ず『いや、まいったね…』と言い、そこから有田がまいった内容のトークを展開していくのが定番となった。そして有田の『僕が毎週、この番組で話しているように、世の中、生きているだけでまいるような出来事ばかりが起きる』といったようなネガティブな発言に目をつけたスタッフが、遂にコーナーまで作ってしまった。
- このコーナーではリスナーが、家、学校、職場等でこれはまいった…という話をリスナーが送ってくるというシンプルなコーナー。
- これに対し上田は『人のまいった話なんて聞きたくねぇ!』と反発した。上田の発案により、有田が言うまいった話は『バス編』、そしてまいったと言っても、「いや、まいっちゃうぜ、デヘヘヘヘ…」と嬉しいニュアンスが入った方は『テノール編』として2種類を募集することになった。しかし、『テノール編』より『バス編』の投稿が多い。
- 2007年7月3日放送で、コーナー終了間際に、有田が上田に「今週のマイッチストを決めてください」と言い出し、青森県のRN山形県の「お酒を飲むと楽しくなっちゃうんだよね、いや、まいったね」（テノール編）というネタが、マイッチストに選ばれた。ちなみに、それっきりマイッチスト選びは行っていない。
- リスナーの近況報告的な要素も混じっているため上田からは実質ふつおたのコーナーだとも言われている。

#### ババアはほんっとにババア伝
2006年1月31日〜2006年11月14日、2007年6月26日〜
- 前コーナー名は《ババアはほんっとにババアだなぁ》。
- ミス・うっかり・言い間違い・見当違いのオンパレードであるくりぃむしちゅーの大橋由佳マネージャー（バツ一おばさん・大学生の一人娘持ち、現ナチュラルエイト代表取締役社長）の、リスナーが街で見かけた「ビッグプレー」を報告してもらうコーナー。
- テーマ曲は明石家さんまの「アミダばばあの唄」。
- 当初は大橋マネージャーが普通のシチュエーションで引き起こしそうなビッグプレーの投稿が多かったが、後に大橋マネージャーがカラオケで歌っていた失敗を開き直る内容の替え歌（大橋じゃんけんぴょんなど）や、娘との漫才やコント（オリエンタルラジオ、なかやまきんに君、タカアンドトシなどのネタを題材としたもの）といった突拍子もないネタが投稿されるようになった。コーナーの大変な盛況ぶりにより行われた4月18日放送のSW企画「ヤマザキ春のババァ祭り」で大橋マネージャー本人による替え歌等の音源が放送された。
- 投稿を読んだ後に、上田が訳も分からず「飛ばしてはくれてんのね」というコメントを有田に言わされることが多い（大橋マネージャーが何かやらかしたときに楽屋で交わされる台詞らしい）。
- 公式ホームページでは前タイトルのままで募集されていた。
- 投稿数減少のため2006年11月14日の放送で、ハガキがたまり次第行うとされ長らく休止状態が続いていたが、2007年6月19日のOPトークで、ババア大橋の過去の秘密（スカウトされた経験がある、JJの読者モデルをやっていたことがある、など）が暴露された。そのさい、このコーナーを《ババアはほんっとにババア伝》と改名してババアがやったと思われる過去の武勇伝を募集することが決定した。詳しくは ポッドキャスト第34回[リンク切れ]。
- くりぃむは『過去のババア大橋のエピソード』を募集しているが、送られてくるのは今のババアのことに関しての報告が多い。
- 2007年6月26日のコーナー前のフリートークで、大橋を『ババア』と呼ぶと、知らない人に驚かれるため『ババさん』と呼ぶことがくりぃむから提案された。しかしその後、結局再び『ババア』と呼ぶようになった。
- 2007年7月10日の放送から、最も面白かったネタにはベストバベリストが贈られるようになった。

#### 私とラジオネーム
2006年8月8日〜2006年9月、2007年7月17日〜
- リスナーがなぜ自分のラジオネームをこれにしたのか、という理由を披露し、上田がそのラジオネームの使用を正式に許可するか判定するコーナー。却下された場合、上田の考えた健全なRNに改名しなければならない。また、それによって上田のネーミングセンスの悪さも際立ったコーナーであった。
- きっかけは「塩」「米」のような一単語系、「脱糞」「アウトオブうんこ」「カチンコチンコ」のような下ネタ系、はたまた「僕は誰だ？」「ピ」のような、あまりにも変なラジオネームしか来ないので、コーナー化された。
- テーマソングはゴダイゴの「ビューティフル・ネーム」。
- 取り上げられたラジオネーム
  - 第1回 「塩」「検尿子」
  - 第2回 「南国」「俺のパンティー鹿児島」「うんちくん」
  - 第3回 「椅子」「てりやき産業」「水槽」
  - 第4回 「犬のにおい」「はじめのインポ」「うなぎファクトリー」「押入れ」
  - 第5回 「下から二番目」「こおろぎ鍋」「しこり」
  - 第6回 「せんずり」「布団が敷いてある」「カチンコチンコ」
  - 第7回 「騎乗位」「チンゲス・ハン」「ワキガ」
  - 第8回 「アナルンサー」「早漏流し」
  - 第9回 「包茎牧場」「ガナルアナル・タカ」
  - 第10回 「チャリティンコ」「なんだかんだで対面座位」
  - 第11回 「もう勃起しない俺のチンコ」「本能寺の変態」「サタデー太鼓フィーバー」
  - 第12回 「邪（よこしま）ペニスターズ」「ドイツ人・チンコ・ブラリーノ大佐」「栃木のイベンター」
- 以前はこのコーナーはあまり行われずエンディングの呼び込みもほとんど行われ無くなり、いつのまにか公式ホームページのコーナー紹介からも削除されていたが、2007年7月17日の放送で復活。
- “番組100回記念イベントin東京ドームシティ”では、「公開『私とラジオネーム』」が行われた。

#### 僕らの美談
2007年11月13日〜
くりぃむしちゅーや多くのタレントの“創作美談”を募集し、「意外にもそんなハートフルな一面あったんだ…」と世間に思わせることでイメージアップを図ろうという非常にヤラしいコーナー。
上田はこのコーナーに「もっと、リアリティーがほしい。」などと積極的な姿勢を見せる。リアリティーのないものは「クソつきパンツ」らしい。評価の基準は、ダメなものから順に「クソつきパンツ」→「パンツ」→「美談」といった順番である。

#### ぷにすけ・パチェコのコーナー
2008年3月25日〜（『ぷにすけのコーナー』として）
『有田哲平の魂のリクエスト!』に投稿してきた「森ぷにすけ」というラジオネームから有田が着想を得、コーナー名のみ明示して投稿を募集。当初のコーナー名は『ぷにすけのコーナー』。その後3月25日のこのコーナーに「山田パチェコ」というラジオネームのリスナーから投稿があったことから、コーナー名が『ぷにすけ・パチェコのコーナー』に変更された。
「『ぷにすけのコーナー』とはどんなコーナーなのかを送ってもらう」という趣旨であり、具体的なコンセプトなどについては番組側からは一切明示されなかったため、徹頭徹尾脈絡のない意味不明な文章、俳句、「上田の母からの手紙」、構成に工夫を凝らしていたり美談を装っていたりするネタ文章、ぷにすけのおかしなアルバイトの顛末記などが次々と投稿されることになった。そういった多彩なネタのほとんどに「ぷにすけ」が登場するが、必ず登場させなければならないと決まっているわけではない。
このコーナーにおける上田は、『魂のリクエスト!』『スターダストNIGHT』等における場合と同様、有田やネタに苛立ちの表明と罵倒を繰り返す存在となっている。有田はネタを読み上げると、上田に「何ぷにですか」と評価を数値化することを求め、嫌々ながらも上田が下した評価にあわせ「では何パチェですね」と締める（たとえば上田が「2ぷに」と評価すると、「では8パチェですね」と締める。このように、「ぷに」と「パチェ」の数値の合計が必ず10になるように評価される）。なお、「ぷに」と「パチェ」がどういった価値を表しているのかは一切明示されていない。後には、「ぷに」「パチェ」に続いて、「晋也上田のハンパねぇ質問」（後述）に「スポーツとスパッツの違いがわかりません」という投稿があったことをきっかけに「スパッツ」という単位も使われるようになったが、こちらもどういった評価を示すのかは一切明かされなかった。
コーナーの最後に有田が「MVP」（MVぷにパチェ）を選定するが、どのネタも「ぷに」と「パチェ」の合計が10であるため差がつかず、毎回MVPは「なし」だった。このことに上田が怒るのも定番の流れとなっていた。
BGMは西村由紀江の「いつまでも」

#### 剛長渕の「へへっ、おめぇも螺旋食うのか」
2008年7月29日〜
2008年7月1日の放送で、上田が親交のある長渕剛と食事に行ったエピソードを披露。上田が、そこで出されたキュウリを螺旋状に切った刺身のつけ合わせを食べるべきか迷っていたが、長渕が食べているのを見て会話の間に食べることにした。その際、長渕が「おぉ～、お前もこういうの食うのか。」と話した。それを聞いた有田が長渕の口真似で「おめぇも螺旋も食うのか」とギャグを挟んだ。ここから着想を得て開始されたコーナーである。
「長渕が日常生活で言ってそうなフレーズ」を募集しているという体だが、もちろん「長渕が言わなさそうなフレーズ」を募集している（後述するコーナー「長州有力（ありき）の今しかないぞ! 俺たちの時代だ!!」と同じ趣旨）。コーナー開始にあたり、長渕本人の許可は得ていない模様。上田は長渕への体面もあり、笑いながらも嫌がっている。

#### 晋也上田のハンパねぇ質問
2008年9月9日〜
- リスナーから募集したスポーツに関する質問に上田が回答するコーナー。しかし、その質問は『プロ野球のネクストバッターズサークルにUFOは呼べますか?』『フットサルをする時に頭にほうれん草を乗せないのはなぜですか?』『バスケの試合中に突然太鼓を叩きたくなった場合、どうすればいいですか?』といった意味不明且つ理解不能な内容（上田曰く「パネェ質問」）ばかりで、上田が忌み嫌うコーナーの一つである。
- 元々は、2008年8月12日放送分のOPトークにて、夏休みで海外へ行っていて日本の状況を知らなかった有田が、上田に対して、当時盛り上がっていた北京五輪に関する「パネェ質問」を延々と投げかけたことがこのコーナーの発端である。その「パネェ質問」は翌週も続けられ、さらには2008年8月26日放送分で、なでしこJAPANの澤穂希をゲストに迎えるに当たり、澤に向けた質問を募集したところ、『疲れるのがわかっているのに、人はなぜスポーツをするんですか?』『スポーツとスイーツはどう違うんですか?』といったような「パネェ質問」が有田に乗っかったリスナーによって多数投稿されてしまったため、代わりに同日のオープニングで上田が質問に答えた。そして、2008年9月9日放送分より、リスナーから募集した「パネェ質問」を有田が上田に投げかけるコーナーとしてレギュラー化された。
- 「スポーツに関する質問」を募集するという建前があったが、実際には『先程からハンディカムでずっとお稲荷さんを撮影しているのですが、ピクリとも動きません。やはり室温を25度にしてしまったのが原因なんでしょうか?』『なぜ殺されるのに本能寺なんて行ったんですか?』、『どうして母さんは出て行ったんですか?』等スポーツと全く関係ない質問も多数採用された。
- タイトルは「人志松本のすべらない話」を基にしており、有田のタイトルコールも当該番組のナレーション（若本規夫）風のものになっている。

#### 心にあったかいミルクティーを。 くりぃむしちゅーCAFE
2008年11月4日
OPトークにて、有田の初心に戻るといった考えから始まったメール相談コーナー。リスナーの素朴な悩みを有田がFMラジオのDJ風に読み上げるというものだった。しかし、有田が下品なラジオネームを伏せて相談を読みだしたため、その度に上田がラジオネームを発表するよう有田に要求し、有田が架空の趣味の話などをした後に、ラジオネームを紹介して次の相談に行くというパターンが繰り返された。はがきの募集はしていたものの、結局一度きりであった。

### 不定期・休止コーナー

#### スターダストNIGHT
2005年12月6日〜2006年4月18日（第1期）、2006年11月14日〜2006年12月26日（第2期）、2008年12月30日、2016年12月6日
全体に共通する特徴
- 有田哲平が演じるDJ「スターダスト有田」（または「スターダストNIGHT有田哲平」有田哲平という割には何故か女性）が、1時の時報直後から始めるFM番組調のコーナー。厳密にはコーナーではない。このコーナーの間、上田は有田への突っ込みと罵倒に終始する。
- 自身が語るところによると、スターダスト有田は東京外国語大学卒。入試のときには運をつけるために、クソをぶっ掛けたパスタを食べて臨んだ。放送局は「東都FM」。FM局のパーソナリティーということで、坂上みき（TOKYO FMの番組に出演しているナレーター）や松本ともこ（元TFMアナウンサー）と交流が深いらしく、よくパスタを一緒に食べにいくという。くそのぶっ掛け合いもするという。
- 有田はメールのことをエレクトリック（エレクトリカル）・メールと呼ぶ。はがきの事を「官製はがき」と、きちんと説明し、必ず上田に「はがきでいいよ」と突っ込まれる。
- 第一声は「寒いわね」。「コックピットのあなたへ」と言う時もある（TBSラジオで放送されていたいすゞ歌うヘッドライトからの引用か）。
- リスナーからの投稿は、恋愛相談や、（自称）兄弟番組からのパーソナリティからのものなどがあるが、投稿内容もDJのトークも「クソをぶっかける」など糞関連の内容で終わるのが定番である。そして、糞関連以外の話題については、「有名人（荒川静香や城島健司など）とパスタを食べにいった」といった話に終始し、内容が極端に短く薄いため、上田に「内容のある話をしろ」と突っ込まれる。上田がオープニングに季節柄の話題を話したいと発したため、ワールド・ベースボール・クラシック決勝戦当日の放送では、冒頭に日本代表優勝決定の模様が流れ、WBCの話題へ持ち込む空気を作っていたが、その直後に「星に願いを」を流すフェイントをした上に、WBCについての話題は早々に切り上げられて、糞関連の話題が展開された。
- FM局の番組を自称しているが、スタッフに絡んだり、駄洒落を発したり、「ドカンとお送りする」といった前時代的なフレーズを発するなど、実際の内容は極めてAM局的である。
- 有魂リクにも出てくる「ケンちゃん」と呼ばれるADかミキサーらしき人物がいるらしいが誰も見たことがない（AD改めED:ビーチの本名をもじった物という説がある）。
- 放送開始から15周年を超える長寿番組を自称している（2006年4月11日放送でスターダスト有田は151回目の放送だと言ったが、上田にそれだと年に10回程度しかやっていない計算になると突っ込まれるや、15年と1回目と訂正した上、あたかもケンちゃんが間違ったようにうそぶいていた）。
- 有田哲平の魂のリクエスト! とは併用されない暗黙のルールがある。しかし、過去に1度だけある。
- ポッドキャストでも配信されている（第七回〜第十二回、擬似的に第五十六回）。著作権等の理由により、BGMはカット。
- 兄弟番組には、有田の後輩であるスターダスト無田の担当する「スターダストランチ」（スタラン）、アイコの担当する「スターダストお帰りなさい」（スタおか）や月曜日～土曜日の朝（放送時間は朝の7時から夕方3時までCM無しの8時間ぶっ続け）に有田の妹的存在のユキが担当する「スターダストモーニング」などがある。ちなみにスターダストランチではイベントとして糞の配布会が行なわれたり、スターダストモーニングでは糞関連のメールの募集やアンケート、ちん毛のコーナー、一杯のかけ糞のコーナーなどが行われているなどいずれも糞関係の内容が放送されているらしい。
- このコーナーで頻繁に発せられた「糞ぶっかける」というフレーズは、長州力が発した「あいつらが死んだら俺が墓に糞ぶっかけてやる」という発言が元ネタである。

第1期の沿革
- 当初は有田が「さわやかにやってみたい」という希望から、FMの番組をまねたような口調で話し、実際にはかからない曲紹介をするだけで終わっていたが、2005年12月6日に有田の口から「スターダストNIGHT」という｢番組名｣が明言される。そして12月13日放送でRNせんずりが港区在住のOL・哲平ラブになりすまして送ってきたメールが読まれて以降、毎回リスナーのメール・ハガキを読むスタイルになった（間もなく糞がらみのメール・はがきが多数を占めるようになる）。またオルゴールによる曲（当初はクリスマスソング、後に「星に願いを」。北海道知床での放送のときは、「知床旅情」）がテーマ曲として流れるようになり、第1声に「寒いわね」が使われるようになった。またリクエスト曲も実際に掛けられるようになり、有田がそれに合わせて糞関連の替え歌を歌った後（この時点で、『魂のリクエスト!』の裏バージョン的スタイルが確立する）、有田が上田の罵倒に対し「何なんですか!!」と言って終わるのが定番となった。結果、当初は30秒足らずで終わっていた「有田の悪ふざけ」が、第1期終了時には6分前後を費やすコーナーに発展した。
- 『星に願いを』が流れ始めても有田がいっこうに話し始めず、その間上田が愚痴や罵倒を連発するといった演出も多用された。
- エスカレートする一方の内容の薄さ・下品さ・DJの身勝手さにキレた上田が、2006年4月4日に、翌週（スペシャルウィーク）に松本ともこを本当にゲストに呼ぶこと、坂上みきとは交渉中であることを発表。事前に知らされていなかった有田は、大焦りで「設定は曖昧になっていたが、スターダスト有田とくりぃむしちゅーの有田は別人」「スターダスト有田は女性」ということにしてくれと懇願していた。
- そして2006年4月11日放送で、本当に松本ともこがゲストとして登場（坂上みきは登場せず）。スターダストNIGHTでのメール紹介の時にスターダスト有田が「マッピー」と呼びかけると、松本ともこに「呼び捨てにしないで」とバッサリ斬られたりもしたが、松本ともこの「大人の対応」により、「親友」にしてはちぐはぐなトークが展開されつつも、なんとかコーナーは終了。その後、松本ともこにDJという職業にまつわるエピソードを聞きながら本物のDJのあり方を学んだ有田は、スターダストNIGHTの完成型を次週に見せると豪語。それに対して上田は、進歩が見られなければ次週でスターダストNIGHT終了と宣告した。結局、4月18日放送ではパスタをパエリアに変えたなどと有田は主張したが根本的な進歩の欠片は見られず、「15周年を迎える長寿番組」は終了となった。

第2期以降の沿革
- 2006年11月14日放送のオープニング冒頭、「寒いわね。」という言葉で約7ヶ月ぶりに復活。理由は「寒くなってきて『寒いわね。』の言葉を発するようになったから」らしい。突然の復活に上田は激怒し、コーナー中「何で復活したんだよ!」「マッピー呼ぶぞ!」などと罵倒するばかりである。
- 復活後はトークやメールの内容は相変わらずであったが、有田の口から松本や坂上の名前は一切出されなくなった。その代わりケンちゃん・マネージャーの木下さん・友達のマリちゃんといったキャラクターが登場し、トークの題材となった。替え歌は歌われなくなり、有田がなんでもないエピソードに過剰反応して延々と甲高い笑い声（ヒューマンビートボックスを行ったり、救急車のサイレンをまねたような声を出すこともある）を上げ続けた後に、有田が突然素に戻り「何なんですか!!」と言って終わる展開となっている。上田はこれに対して、初期は罵倒していたが、後に呆れ調子で、リスナーに対して『文化放送を聴け!』と言ったり『放送禁止用語言いてぇ〜。今のこいつには放送禁止用語しかあてはまらねーよ。』と言うようになった。
- 2006年12月26日放送以来、休止状態となったものの、2007年12月11日放送でスターダスト有田が自信の持ちネタ芸を披露したため、擬似的に一夜限りの復活。上田は常に罵倒し続けていたが、この復活した回はお笑いDynamite!で108組の芸人のネタを長時間かけて見た後だったが「今日見た109組のなかで一番面白い」と絶賛しアンコールを求め結果2つのネタを披露した。
- 2008年12月30日の最終回で復活。延々と甲高い笑い声（ヒューマンビートボックス込み）を上げ続けた後、曲が掛けられるという、第1期と2期を混ぜたような展開となった。またこの回ではケンちゃんと木下が結婚したというエピソードが披露されたが、第2期放送時は木下の言葉は男声で表現されており、設定の矛盾が起きている（途中で有田と上田は矛盾に気づいており、有田は木下は女性であると強弁）。
- 2016年12月6日の復活放送で復活。

#### 幻のコンビ芸人『4400』〜サードシーズン〜
2006年12月12日〜
- アメリカの海外ドラマ4400 未知からの生還者のイメージキャラクターをくりぃむしちゅーが務めていることがきっかけとして始まった。2006年12月12日に12月末にまでの期間限定で行われることが発表された。もしもくりぃむしちゅーが2006年12月の時点でコンビ名を4400に改名した場合、数年後にどこでどんな活動をしているのか!？というのを送ってもらうコーナー。
- 2006年12月限定のコーナーだったが、2007年1月以降から『セカンドシーズン』と名を改めて継続することになった。
- 2007年3月6日の放送で『セカンドシーズン』の第1回が行われた。このとき、上田がコーナー中に「こんなコーナーだったかなあ？」と疑問を投げかけた。新たな展開になることを願って次回からは『サードシーズン』と名を改めて継続することを上田が決定した。
- 2007年4月24日の放送で『サードシーズン』の第1回が行われた。今回も上田は「コーナーの趣旨がズレてきているな…」再び疑問を投げかける。そして有田が「今日まで〜にしますか？」問いかけるが、上田は「前回よりも少し方向性が見えてきた」と話し、もう1週だけ行い、そこで方向性が見つかれば、フォースシーズンに突入すると上田が決定した。
- 毎週募集されていたにもかかわらず、一度きりしか行われなかった。
- 内容はほとんど違わないのに募集呼びかけの際「サードシーズンだからな。（セカンドシーズンと）間違えんなよ。」と発言する上田が「ウケをいただいている」としてリスナーにいじられる要因になった。
- BGMは4400TVシリーズのイメージソングだった、My Little Loverの「チャンス」。

#### 有田川柳・上田俳句
2006年1月3日〜
- 新春スペシャルで好評だった「有田川柳・歌会はじめ」をコーナー化したもので、有田を賞賛する川柳と糞関連の季語（「クソ」「便」「フン」「ウンコ」など）を入れた上田を罵倒する俳句を募集する「21世紀の正岡子規を発掘する文部科学省推薦のコーナー」である（有田談）。
- 上田が忌み嫌うコーナーの一つであり、上田俳句に送ってきたリスナーの本名を明らかにすることがお決まりとなっている。但しコーナー第1回目は激怒した上田が本名と住所を暴露しようとした途端、有田に制止されたりハガキを隠されたりとリスナーを庇われ、「翌週送ってきた奴の本名と住所全部暴露してやる。それ覚悟で送ってこい！」と脅迫し2回目以降から暴露された。
- コーナーを開始するやいなや大反響を集め、一時期は例えてガッテンのハガキの数を超えることもあり、2007年新春スペシャルでも、数多く紹介されて感謝メールが殺到するなど、リスナーから強く支持されていたコーナーである。
- コーナー自体は滅多に行われなかったが、エンディングで有田が告知し、上田が送ってくるなというパターンは時々見られた。
- なお、このコーナーは毎年、年明け最初の放送のオープニングで行っていたが、2008年は昭和プロレススペシャルと題し、2時間まるまるますだおかだと昭和プロレスについて語ったため行われなかった（なお2007年最後の放送でも、事前にコーナーはまったく行わないと告知されていた）。

#### 上田晋也のおしゃれだからねぇ
2007年3月6日〜
- 上田がどこでどんな服装をしていたか、そのとき上田の服装に文句をつけたら「○○だからねぇ」と返された、という目撃談を報告するコーナー（もちろん本当の目撃談ではなくネタである）。
- 2007年1月30日のオープニングトークで、上田のファッションセンスの酷さの話になり、昔から上田が自分の格好悪いファッションに文句をつけられたときに「○○（ブランド名などが入る）だからねぇ」と言い訳して文句を言ってきた人を黙らせるという技を良く使っていたということも話された。そこで有田がコーナー化を提案した。
- 上田の酷いファッションセンスが元ネタのコーナーで、かつリスナーから送られてくるネタ上でも上田のファッションセンスは酷く、上田が嫌がる（演出上）コーナーの1つ。しかし、コーナーのタイトルコールやあて先は上田が言わされている。しかし最近では有田一人で言っている。
- RN川上オブジョイトイによるネタで、上田に「○○だからねぇ〜」と言われた後も、さんざん上田の服装につっこみをいれ続けたために、追いこまれた上田が川上オブジョイトイに対して「おい川上オブジョイトイ、そっからさきのことは黙っとくわけにはいかないかぁ、口をつぐむわけにはいかないかぁ。」と言う、という流れが非常に盛り上がり、その盛り上がりはコーナー内にとどまらず、他のコーナーにも広がり、この番組の中では大きな話題となった（「口をつぐむわけにはいかないかぁ」のフレーズはくりぃむのラグビー部時代の同級生ブリーフのセリフからの引用であるが、このネタ以降は上田の決めゼリフとして扱われることが多かった）。
- 後には「うるせぇなぁ、先行ってんかんな!」と言い、どこかへ走り野グソをするというオチネタ、上田の妻が出てくるネタ、さらにはファッションについて全く語っていないハガキも多くなり、ある意味やりたい放題なコーナーと化した。
- このコーナーでハガキを読んでいるのは有田であり、変な上田のモノマネ（声帯模写）の人気がこのコーナーを支えていると言える。
- 当然ながら上田はこのコーナーを嫌っている（体）。そのため、有田が上田に『あて先を紹介してください』と言っても『嫌だよ』と拒否したり、『このコーナー今日までー』などと言って、あて先紹介をしようとしない。しかし有田が『コーナー募集を黙っとくわけにはいかないかぁ』などと言われると、人が変わったかのようにあて先を募集する。それでも最後には『送ってくるなよ』と脅迫は忘れない。この件は、上田の「嫌い」なコーナーや企画のほとんどで行われている。
- 2007年7月頃を最後に自然終了。

#### ガゼッタ・デロ・ブッコミーノ
2008年2月5日〜
- 前コーナー名は「ガゼッタ・デロ・カリカリーノ」。
- 2008年1月22日のOPトークで、有田がリスナーから送られてきたメールを何通か紹介。その内容とは、上田がおしゃれイズムなどのピンの仕事の中で、例えをぶっこんだりして笑いを取っている場面のレポートだった。これを上田は極度に嫌がったものの、有田は逆にその様子を面白がり、このレポートをレギュラーコーナー化することを決定した。その名も、「ガゼッタ・デロ・カリカリーノ」。このコーナーでは、リスナーが記者となって、イタリアのスポーツ紙「ガゼッタ・デロ・スポルト」風に、テレビ番組に登場した上田の動きを、サッカーのプレーに例えて評価する。文頭は「今回本紙は、○○（テレビ番組）の司会を務めた、上田晋也の動きに注目した。」ではじめ、最後は「本紙が下したこの日の上田晋也の評価は、前半○（点数、10点満点）、後半○だった。」で締めくくる。上田本人の「俺は一度も笑いをとりにはいっていない、ぶっこんではいない」という発言を受けて、2月12日の放送からタイトル名が「ガゼッタ・デロ・ブッコミーノ」に変更になった。
- このコーナーは、この番組で以前行っていたコーナー、ガゼッタ・デロ・オワライーノの調査対象を、上田に特化したコーナーと言える。
- 上田曰く「俺はぶっこんでいない。世直しをしているだけだ」と言い、今まで送られてきた全てのはがきに対してぶっこみの否定をしている。そのためか、コーナー初期では3, 4通のはがきが紹介されていたが、その後、葉書が2通ほどに減少し、コーナー自体行われていない回が多かった（番組終盤の告知でも取り上げられていない）。
- 世直しのため、一番乱れたバラエティ番組を許せないから芸人になったと主張する上田だが、リスナーからの「デビュー当時はボケだったがどういうことだ」というはがきに「そいつはすげーや」と言葉を濁した。
- 番組内で上田が笑いを取るための発言や方法論を分析してイジるような投稿が読まれた際、「俺をいじるな、だが興味は持て」と言っていたが、このコーナーで毎週詳細な分析が投稿されることから「俺をいじるな、そして興味も持つな」と言っていた。

タイトルコールBGM:UEFAチャンピオンズリーグ・アンセム
ネタ読みBGM:アンセム-2002 FIFA World Cup 公式アンセム

### 終了したコーナー

#### ガゼッタ・デロ・オワライーノ
番組開始時〜2006年11月14日
- イタリアのスポーツ紙「ガゼッタ・デロ・スポルト」のように、リスナーが記者となって、テレビ番組などに登場した特定のお笑い芸人（藤波辰爾などの一部プロレスラーの報告もある）の動きを、サッカーのプレーにたとえて評価するコーナー。最後に前半と後半に分けて各10点満点でリスナーが評価を下す。だが、長文でハガキ職人の負担が大きいことから、ハガキが来なくなり、コーナー終了となってしまった。

#### みんな大好き!サンキュ〜です!
番組開始時〜2006年11月14日
- 何でもいいから、「サンキュ〜です!」と言える出来事を募集するコーナー。このコーナーの名前の由来は知ってる?24時。（上田時代）のリスナーの名言、「サンキューです!」から。
- 主に不幸なことを明るく笑い飛ばす内容が多かった。

#### 新★48手
番組開始時〜2006年11月14日
- もはや時代遅れとなった48手に代わり、新しい時代にふさわしい48手を考えるコーナー（有田も認める「下ネタコーナー」）。単語だけでも可。上田はあまり気が進まないコーナー。
- 有田の「オールナイトには下ネタコーナーが王道。」という発言から始まった。
- BGMは「有田川柳・上田俳句」と同じ。

#### 上田相談員の一単語人生相談
2005年11月22日〜2006年11月14日
- 進行役の有田曰く「みんなのアニキ」「ヤンキー先生」「なにわのヤングボーイ」こと相談員の上田が、送られてくるリスナーの悩みを一単語で解決するコーナー。
- 「みんな大好き!サンキューです!」の中で、有田が投稿を読んだ後に言わされる上田のコメントが、極端に短くなければ有田にダメ出しされていたのが、人生相談に置き換わって独立したコーナー。この「極端に短いコメント」がここではさらに極端になって一単語である。
- 有田進行役のタイトルコールの最後は、有田のモノマネによる「一言だけ、一言だけ言わせてください。」という高田延彦の台詞。
- 有田進行役が深刻そうに読み上げるリスナーからの相談は、下ネタ関係の下らない内容か、すでに解決済みの悩みを前フリにした、やっぱり下らない内容が定番。
- 上田相談員は投稿内容に呆れたりキレたりしつつも、何とか一単語の回答を絞り出すのだが、体言でない回答（動詞、形容詞など）を言うと、有田進行役がダメ出しをする。
- 有田進行役の「前へ前へ出ようとする持ち前の明るさ」ゆえに、上田相談員の回答を否定しつつ持論を展開したり、回答を待たずに持論を展開しCMに入ることがあり、置いてけぼりにされた上田がキレることが多い。
- 番組本番中に、「魂のリクエストより、この前へ前へ出てくるヤツが一番嫌いだ」と上田が怒鳴っており、上田が一番嫌いなコーナーであると公言していた。ただ、2008年から開始された「ぷにすけ・パチェコのコーナー」や「晋也上田のハンパねぇ質問」といったコーナー中では、「こんなコーナーやるぐらいなら、まだ一言人生相談やってくれた方がマシだわ」とも述べている。なお、2016年以降の復活特番でも何度か行われている。

#### アタシのカラ笑い
2005年12月5日〜2006年11月14日
- リスナーがカラ笑いしてごまかすしかない微妙な空気を感じた時を募集するコーナー。
- 「有田が後輩に説教していたら、後輩に逆ギレされたが後輩はその後改心し、有田に土下座して謝っていたら後輩のポケットからメリケンサックが落ちてきた」という有田の体験談から生まれたコーナー。人志松本のすべらない話第4弾（2005年12月27日）でも、披露されていた。
- 上田は募集が終了する前から終了したと言っていた。
- メールでの応募も可能だった。

#### 長州有力（ありき）の今しかないぞ! 俺たちの時代だ!!
2005年9月20日〜2006年1月24日
- 「キレてないですよ」というフレーズがもはや一世を風靡した今、新時代の長州力のモノマネを模索するために、リスナーが発掘した長州の名言を、その言葉が出たときのエピソードとともに発表する。
- 2005年9月20日放送のオープニングトークで有田が提案し始まったコーナー。
- 長州小力の登場など、長州力のモノマネが市民権を得つつあるなか、代表的ネタとなった感のある「キレてないですよ」。しかし、有田はそのネタを最初にやったのは自分なのに、長州小力の持ちネタにされていることが少し悔しい。しかも、有田の一番好きな長州語録はそれではなく、藤波辰爾との試合における「俺はお前の噛ませ犬じゃないぞ!」だという。そこで、長州小力に対抗すべく、リスナーが耳にした長州の新たな名言を募集するコーナーを提案した。
- 有田が提案したその日のうちに、リアルタイムで寄せられるメールをもとに、レギュラーのコーナーやトークの合間に都合3回もやったため、上田が呆れかえる。
- 当初のコーナー名は「おい! 俺は長州小力の噛ませ犬じゃないぞ!」であったが、2005年10月18日放送で、「C-1クライマックス」と題する長州小力との因縁の対決で長州有力（ありき）こと有田が勝利を果たしたことにより、2005年10月25日放送から現コーナー名に変わった。
- ジングルは長州力のテーマ「パワー・ホール」。
- 有田が「引退試合」と称して放送した回から休止状態になった。

#### 男の決断
2006年4月5日〜2006年11月14日
- 男としての究極の決断（抜くか否か）を迫られる場面を考えて送るコーナー。
- 2006年3月21日放送において、くりぃむしちゅーのたりらリラ〜ンSPの打ち上げで、くりぃむしちゅーと関根勤が、「もしも××（男性）に『抜いてくれ』と頼まれたら断れるか」という話題で盛り上がったことが発端となり始まったコーナー。
- このとき上田は、「『抜く』という言葉は、心の交流がないのでイヤだ」と繰り返していた。
- しかし上田は、ほとんどの男性を断りきれずに抜いてしまう。
- 「男気ねえなあと言われたら誰だろうが抜く。」（上田談）
- 抜くときは「とりあえず横になれや」。
- 抜かなかった芸能人：浜田雅功、蝶野正洋、さかなクン、藤岡弘、、タイガー・ジェット・シン、阿藤快、中尾彬、黒柳徹子、大滝秀治、なかやまきんに君
- 抜いた芸能人：藤木直人、長渕剛、オダギリジョー、アントニオ猪木、落合博満、長嶋茂雄、渡哲也、ビートたけし 、松田優作、千代の富士、関根勤、亀田興毅、小泉孝太郎、柴田恭兵、井筒和幸、安岡力也、掟ポルシェ、オール巨人、桂歌丸、島田紳助

#### アーハーライン
2006年7月4日〜2006年11月14日
- 値段を聞いて一度は「あぁ〜」と慄くものの「はぁ〜」と思わず納得するかしないかのギリギリのラインを募集しているコーナー。有田がちょい悪系ファッションの服を買いに行った際、適正価格が分からないため値段が高いと感じても言いだせなかった、というトークが発端。
- タイトルコールBGMはLOVE PSYCHEDELICOの楽曲「Aha!(All We Want)」。
- RNロングランによるベッキー絡みの下ネタがコーナーの名物であった。上田はハガキが読まれるたび、ロングランに対し謹慎処分を言い渡したが、有田が「名前の字が読めない」とごまかしてはがきを読んだり、投稿者本人が「匿名希望（ロングラン）」、「堂本剛」や「長い走る」「ウンコ食べ蔵（71歳）」「ロングランじゃないよ」などのRNで送ったりしていた。
- ベッキーネタが読まれたときに、上田が「ロングラン!!」「ベッキー!!!」と「そのままツッコミ」をする流れは、コーナーが終了以後もハガキ職人のネタの良き材料となった。
- 上田は謹慎を言い渡しても送ってくるロングランに対して、本名やハガキの消印の郵便局名を読み上げたりしていた。また、ベッキーネタをやめたら「（ロングランの）謹慎を解いてもいい。」と発言している。
- 06年11月14日のコーナー祭りで終了（なぜか、ロングランの投稿は読まれなかった）。因みに上田が番組内で言っている「今日まで〜」というセリフはこのコーナーの終了宣言のときテンポよく「今日まで〜」と言って周囲を笑わせたのがきっかけで生まれた。

#### 上田教授の、逆に脳を鍛えるおとぼけトレーニング
2006年9月26日〜11月14日
- 2006年6月に開催されたFIFAワールドカップドイツ大会の試合を見ていて、ルールの分からない所があった三谷幸喜が「ルールを教えてくれ」と、かつて仕事上で若干付き合いがあった上田に、突然電話をかけてきたエピソードが紹介される。この電話で上田は、サッカーに詳しくない自分に電話をかけてきたのは、2006年初頭のスペシャルを持って終息宣言をした、古畑任三郎二代目のオファーの前兆だと思い込む。有田は「古畑刑事といえば、お気楽な場面でのちょっとした勘違いや、言い間違いが特徴的。そこが、上田さんに足りない。」と言い、このコーナーがスタートした。
- 簡単にいえば上田に対する即興大喜利で、有田の質問に対して上田が必ずおとぼけで答える。リスナーには、この質問とおとぼけ正解を募集していた。
- 2006年11月14日のコーナー祭りで終了が決定した。

#### ちょイ悪SHOP
2006年7月4日〜11月14日
- 有田がこの頃ちょい悪グッズ（ちょいわるおやじになるためのグッズ）に興味を持ったことがきっかけで始まったコーナー。
- リスナーにはちょイ悪SHOPで見かけた芸能人とお店の人との架空のやり取りを募集していた。
- ハガキが思うように来ず、コーナーとしてきちんと開始されないまま自然消滅した。

#### ちん毛のコーナー
2006年5月23日〜不明
- 2006年3月21日の放送エンディングにて、番組内にあまりに下ネタコーナーが多く、有田が「チン毛のコーナーは無いの？」と発言したのがきっかけ。その後もコーナー名のみは時々会話に出てきており、個々の予想で葉書を送るリスナーもいた。
- 2006年5月23日の、CMが終わった直後に流れるリスナーからのジングルにて「前から有田が言っている、チン毛のコーナーってなんなんだ!？」との発言を受けての会話で正式にコーナー化。
- 有田曰く、このコーナーはルールとかは無く、リスナーが自由に考えて送ってきて、面白かったらコーナーに採用という、実に意味不明なコーナー。
- しかし、その後は何の進展もなく、このコーナーはお蔵入りとなった。だが、後に似たような経緯・趣旨で「ぷにすけ・パチェコのコーナー」が生まれた。

#### 「金田一先生の日本語レッスン」presents「有田一先生のボケる日本語レッスン」
2007年3月6日〜2007年3月27日
- リスナーによるタイトルコールが廃止されたことにより、この番組にリスナーが電話登場する機会がなくなった。そこで、リスナーにまたその機会を与えようという目的でできたコーナーである。リスナーは毎週1人ずつ登場する。
- ニンテンドーDSのソフト「金田一先生の日本語レッスン」のタイアップ企画である。
- 有田がリスナーに対して10問のことわざ問題を出し、リスナーはそれに対してボケて答える。（例：有田「石の上にも…？」リスナー「○○」←ここがボケ）
- 電話登場したリスナーの10問のボケ回答を聞いた後、上田が、「金田一先生の日本語レッスン」のソフトをそのリスナーにあげるかあげないか判断を下す。
- 有田は、上田が判断を下す前に毎回上田に対して「あげちゃうかあげちゃわないかを判断して下さい。」と言う。これに対して上田が「あげましょう」とか、「あげよう」という風に普通の返事をすると、有田はすかさず上田に「『あげちゃう』か、『あげちゃわない』かを判断して下さい。」とダメ出しをする。その後、上田がエコーに乗せて「あげちゃう〜」と大声で言うのがお約束となりつつある。
- 上田は有田曰く「審査委員長」である。有田が「審査委員長の仕事は、あげちゃうかあげちゃわないかを判断するだけです。」と言って、上田が「それだけかい!」と返すのが定番となっている。これに酷似した流れが、過去の「A-1グランプリ」でも定番となっていた。
- 2007年3月27日の放送にて有田が『このコーナーは3月限定です』と明かした。そして上田の『このコーナーは…今日までー』の一言で終了した。

## コーナー以外で多用される演出・言動

### CM明けのリスナージングル
- この番組では、リスナーや、トークで話題に上った芸能人の生声が、ジングルとしてCM明けに流される（録音）。この時、リスナーが男性なら『おい、上田に有田。（順は逆になる場合もあるが、大抵はこの順）』女性なら『ねえ、晋也に哲平。』で、話を始めるという暗黙のルールがある。
- 内容としては、ほとんどがリスナーの質問や意見にくりぃむの2人がオチをつけるものである。これに対してのくりぃむのコメントは結構長い。ただ、構成上CMが多くなる時間帯（1:30〜1:50頃）があり、その時のCMの合間のわずか数秒の時間にリスナージングルが挟まれる事も多い。この時の様にCMに再び戻るまでがごく短いにもかかわらず、瞬時に言葉を選び笑いにする技術は秀逸である。
- これは、「知ってる?24時。」の流れを汲んだ演出で、他の番組ではほとんど行われていない、この番組独自の演出手法である。
- リスナー以外の人物がジングルに登場した一例として、ゴミちゃん（女声に扮した本間俊彦）のジングルが、2008年5月6日放送で流された。

### 有田があて先紹介をしない
- この番組には、タイトルコールのCM明けにメールアドレスやあて先、番組ホームページを紹介するミニコーナーがあった。メールアドレスや番組ホームページアドレスを伝えるのは有田の仕事なので、上田が「メール（ホームページ）アドレスは有田からどうぞ」と言うのだが、有田はそれに答えず話をそらし、上田が再び「早く言ってくださいよ。」と言っても有田は言わず、結局上田が仕方なく言う。というお約束の流れ（演出）があった。
- 2007年春頃からは、単に有田があて先を言わず、それに対して上田がつっこむという流れよりも、その際有田が「ちょっとよかですか。」というお決まりのセリフを言いつつ、リスナーからのメールとともに上田の過去のスキャンダル的なもの（上田の嫁も含めた過去の三股疑惑、お好み焼き屋を彼女に開かせた疑惑、三股をかけていて婚約していた彼女の一人に婚約破棄を迫った疑惑、栃木のイベンターにも三股をかけていた疑惑など）について上田に事情聴取をして、上田が本気で嫌がるという流れに笑いの中心が移動していった。
- 2007年7月3日の放送では、有田が『今まで真面目に告知をしなかったけど、今日から番組も3年目になると言う事で真面目に紹介します』と発言し、遂に有田が真面目に告知をするかと思いきや、次の瞬間有田は天龍源一郎似のとても低くかつ聞きづらい声で告知し、結局真面目にやる気は有田にはなく、上田がいつものようにあて先を紹介することになった。
- また、2007年7月頃には、有田が「アットマーカー」や「ドットコマー」、「シャラッパー（sharapper、要するに黙っていろという事）」などの意味不明な役職を上田に押し付けていた。
- 番組開始当初（2005年7月〜）からあったこのミニコーナーだが、2007年10月頃には消滅し、上田があて先を紹介し、有田が今月の直筆待ち受け画面の紹介をするという内容のテープを流すようになった。

### 「終了」演出
- 07年2月頃から何回の放送にもわたって多用された演出。何気ないトーク中に有田が急に声のトーンを低くし、「ここでリスナーの皆さんにお知らせがあります。」と悲しげに言う。「この番組も、約一年半にわたって放送してきましたが…今は我々もね…ちょっと改編期とか色々あって…」といかにもこの番組が春の改編で終了するかのような発言をする。これに、上田も「まあねえ、残念ですね。」と乗っかる。有田は低いトーンでその雰囲気をしばらく引きずるが、タイミングを見計らってまた急に声のトーンを高くし「ガネック!!が品切れになりました。」とか、「今日が最終回ですが、再来週から新番組くりぃむしちゅーのオールナイトニッポンが始まります。」というただの1週間休みという報告とか、オールナイトニッポン40周年記念のライブイベントの告知などをしてネタばらしをする。この一連の流れの最中に、作家の石川が爆笑しているためリスナーにはネタだということがバレバレである。またこれもハガキ職人のネタの良き材料となった。この演出は2月下旬まで続けられたため、07年の春の改編は乗りきれたということを暗にリスナーに伝えた形となった（この番組は基本的に改編期のたびに番組続行宣言等をすることはない）。
- その後も、この演出は、休みが決まる度に、その休みの前の週の放送で、ほぼ毎回行われている。なお、この演出の最中、有田の悲しげなトーンに思いっきりのっかって、「まあ…たの…しかったよね…」や、「しめっぽいのは俺嫌いだからさ…」とかいうクサイ発言を散々しておきながら、有田がネタバラシをした瞬間にキレツッコミをかますという上田の矛盾をついたネタハガキが急増した。このため番組内では上田の「まあ…たの…しかったよね…」発言が非常に話題になった。
- 2008年12月16日の放送では本当の最終回告知をしたが、有田はあっさりと「この番組終わります」と終了を宣言した。この回のみ、ポッドキャスト第98回で聞くことが出来る。
- 2016年6月17日の復活特番でも終了演出をしたが、上田は終始ツッコミをかましていた。この時にはネタばらしの後にチャリティトークライブの告知をしていた。
- 基本的に番組内で行われる有田やリスナーたちのノリに乗っかることはあまりなく終始ツッコミに回ることが多い上田なのだがこのノリには全面的に乗っかっていた

### 録音をネタにする
- 基本的には生放送だが、ごくまれ（主に年始）に録音でやっている。本人たちは録音とは直接的には言わないで、必ず録音放送の前後の放送でほのめかすような発言をして笑いのネタにしている。（「生だけどはがきの〆切はOA前週の週末までだからな。」「生だけど俺新聞読まないから時事ネタかんべんな」「生だけど出待ち、入り待ちはしないでね」「特に生」「恒例だからね、年始が生っていうのはね。」など）これは、「知ってる?24時。」時代の名残とも言え、リスナーへの配慮でもあると言われている。また、録音放送の回に、リスナーから収録日と放送日の間に行われたスポーツイベントの結果や感想を両者に尋ねる投稿が寄せられ、話を逸らそうとしたり当てずっぽうなコメントをしてお茶を濁す受け答えをするのも恒例であった。
- 時に有田が収録であることを普通にバラしてしまい、上田にツッコまれることもあった

### リスナーがタメ口
- この番組では、知ってる?24時。の流れをくんで、メールなどのふつおた系は文頭に「おい、上田に有田。」（女性の場合は「ねえ、晋也に哲平。」）と書いてから、タメ口調で本題を書くというのが慣例となっており、この時番組スタッフや他のハガキ職人やタレント、ゲスト、マネージャーなど、くりぃむの二人以外の人には「さん」づけをして、敬語で書くというのも慣例である。
- リスナー（中高生など若年者がほとんど）が電話で登場する際は、登場直後の台本のせりふ読みのときだけタメ口で、その後のくりぃむしちゅーとの会話では決まりがあるわけではないが今まで登場したリスナーの全てが敬語である。このことから、タメ口は単なるお約束であることが分かる。決して、リスナーのガラが悪いわけではない。

### リスナーの謹慎
- コーナーで読まれる、はがき・メールの内容やラジオネームが、あまりにひどい場合に上田がそのリスナーに投稿の謹慎を言い渡す。だが、上田にはその権限がなく、謹慎を言い渡した翌週には有田が謹慎を言い渡された人のメールやはがきを読み、上田が「お前謹慎って言っただろ!」とキレる、と言う流れがお約束となっている。

### リスナーの本名・住所の暴露
- 主に有田川柳・上田俳句やガゼッタ・デロ・ブッコミーノなど上田がイジられるコーナーで、上田がリスナーの住所（と言っても差し支えない程度。時折上田が激怒して読み上げようとした途端に有田に阻止されたり、葉書を隠されたり庇うこともある）や本名を明らかにすること。これは、この番組を知らない人から見れば、個人情報保護の問題に抵触するようにも思われるが、これは上田がオールナイトニッポン以前に、パーソナリティーを務めていた知ってる?24時。での、リスナーとのやり取りが、「お約束」である。詳しくは童貞甲子園発足の歴史で。
- 本名が明らかにされることは、たいていの場合リスナーも予測でき、問題は無いと思われる。事実、訴訟や、ネタ以外での本気での番組への抗議は皆無であり、これらの流れはくりぃむしちゅーとリスナーとの単なるお遊びであると考えられる。しかしながら「遊びが行き過ぎる」と評されることもあり、それをくりぃむの2人や番組側も自覚しているのか、後期にはあまり行われなくなった。

### 有田が真面目に告知しない
- 2007年8月25日に、10月でニッポン放送が40周年を迎える記念として、日本武道館でスペシャルライブを行うことが有田から告知された。本来は真面目に告知をするはずだが、有田は「8/26 プロレス夢のオールスター戦が行われるわけではありません」と1979年に行われたプロレス夢のオールスター戦をネタにし、更には「請事情によりチケット販売は紹介しません」「今回クロマティの出演は控えさせていただきます。」「当初は居酒屋でやろうか。と知らない人と話していた。」「タイトル通り日本武道館がとれて良かった」「僕の携帯には電波が入って来る(上田「契約してんだから当たり前だろ!」)」「1人3枚…。いや、4枚にしましょう特別に。たった今私が変更しました。」等真面目に紹介せず、上田が「紛らわしいこと言ってるから全然伝わんねぇじゃねえか!」等終始罵倒するといった過激なボケ&ツッコミの応酬がみられた。
- 2007年8月18日に放送開始2周年&番組100回記念として東京ドームシティにて行われた番組初の公開イベントの告知でも、有田は「8.18.18にやりますが、時間は未定です」「年齢制限は要らないんですか？赤ちゃんだけで会場が埋まっても…」さらには「上田さんが下半身ショー“キャン玉タイタニック”をやります」「オチは『実は包茎でした!』です」等やはり真面目に告知せず、上田は「CM挟んでまで長々とやることかっ!」等終始罵倒する、といった過激なボケ&ツッコミの応酬がみられた。

### 上田が「やりたくない」コーナー・企画での宛先紹介
- 上田がいじられるコーナー・有田がやりたい放題するコーナーに対して上田が「やりたくない」、「嫌い」と公言していた。上田の「やりたくない」コーナーや企画の告知では、当然細かい内容は有田が説明し、そのうち細かい内容の告知が終わると、有田は上田の「やりたくない」コーナーにもかかわらず、上田に宛先をリスナーに紹介するよう命じる。上田はそのコーナーを「「やりたくない」のに宛先を紹介するわけないだろ」と怒る。すると、有田が各コーナー・企画によって変わる決めゼリフを言うと、上田が人が変わったように宛先を紹介したあと「お前ら絶対送ってくんなよ」、「送ってもガネックやらねえからな」と脅迫していた。

## 番組ノベルティ
葉書が採用されると「ガネック」と「ニッポン放送のタイムテーブル」、メールが採用されると「ガネックじゃない何か」が送付される。
カップラーメン
期間は2005年8月30日〜2005年9月27日。知ってる?24時と目からウロコ24!のノベルティが無かったため、緊急に用意された日清食品の新商品「デカ王」1ケース12個入りがメールを送ってくれた人から抽選で毎週30人にプレゼントされた。デカ王効果でメールが5000通に達した。
ガネック
一発ギャグが書かれているクリアファイル。ハガキが採用された人にしか分からない。由来はさがね正裕の愛称。数種類ある。
- ツッコミ道場!たとえてガッテン!で採用されても、その週の負けチームに属していた場合はガネックは送られない。しかし、番組から「採用されましたが、負けチームだったためガネックを送ることができません。」の旨を記した封筒が届く。
- 丁半コロコロ解散総選挙のときに、上田が「クリアファイルにガネックと書かれたもの」と発言している。
- 06年秋ごろから製造が追いつかなくなりリスナーから「ガネックが届かない」とクレームがつき、それに対して2人が謝ったことがあった（そのとき有田は嘘の番組終了をほのめかした）。
- 07年4月初頭に番組公式ホームページにガネックが完成したので順次発送していく予定とのお知らせが掲載された。

番組宣伝パンフレット
番組を宣伝するためのパンフレット。スタッフのミスで多く刷りすぎたため、一時期ガネックと共に送付されていた。
ガネックじゃない何か（仮）
番組特製goods part2。放送中にメールが読まれた人に送られる。

## スペシャルウィーク企画・特別企画など

### 東MAX総選挙
- 開票当日まで―2005年8月23日スペシャルウィークで、ゲストに土田晃之を迎える。その中で銭金の話題になり、土田が東MAXに対する態度で盛り上がる。「土田と東MAXで公開討論を実現してほしい」というメールが届く。
- 2005年8月30日有田が東MAXの是非を問う「東MAX総選挙」を行うことを発表し、世論調査という形でメールの受付開始。
- 2005年9月6日東貴博党首による政見放送（録音）。
- 開票当日―土田晃之・東貴博がスタジオに登場。銭金で共演しているネプチューンが1人ずつ、ジングルでのメッセージで登場。東MAX総選挙は2005年9月13日深夜1時50分（25時50分）をもって投票受付終了。※投票受付終了コールは2時
- 最終結果―東MAX否定派：5530票 東MAX賛成派：1508票 条件付き賛成派：4350票
- これにより、1番多かったは東MAX否定派だったものの、東MAX賛成派と条件付き賛成派を合わせると、東MAX否定派を上回るという結果となった。しかし、「賛成派」と「否定派」とはっきりさせた場合、「否定派」が多いため「条件付き賛成」という結果に至った。
- 東MAXのこれから―この後、スタジオ内の4人でリスナーからのメールなどを参考に、「条件付き東MAX」について議論を行った。放送内では、「東まんじゅう」「東マッチョ」「東マウス」「東まゆ毛」など（「ま」にかぶっていればOKから、自己紹介の「東MAX」へと流れるという結論になった。これを、銭形金太郎や東貴博 ニッポン全国 ラジベガスなどで2005年中行うことになった。もし、これが浸透しなかった場合、再び民意を問う（解散?リスナー投票）可能性がある。選挙期間中、ネタコーナーには東MAX関連がちらほら登場。ただ、これは、2005年12月27日の東貴博 ニッポン全国 ラジベガスで終了した。

### 2005年芸人MVP
（正式タイトル:映画キングコングプレゼンツくりぃむしちゅーのオールナイトニッポンリスナーが選ぶ2005年芸人MVP）
- 概要…今年よく頑張っていた、今年一番笑わせてもらったという芸人を表彰しようという企画。
- 2005年11月29日〜2005年12月11日12時まで募集。
- 2005年11月29日概要・予定を発表。自分で自由に部門を設けてOKということになった。
- 2005年12月6日投票中間発表（部門賞無視 投票数でカウント）

| 順位 | 芸人名             | 票数             |
| 1位  | レイザーラモンHG   | 325票            |
| 2位  | 次長課長           | 128票            |
| 3位  | 長州小力           | 96票             |
| 4位  | カンニング竹山     | 95票             |
| 5位  | オリエンタルラジオ | 77票             |
| 6位  | ほっしゃん。       | 56票             |
| 7位  | スピードワゴン     | 52票             |
| 8位  | 猫ひろし           | 48票             |
| 9位  | 南海キャンディーズ | 40票             |
| 10位 | おぎやはぎ         | 35票             |
| 10位 | 東貴博             | 35票（実質無効） |

- 圏外ながらもランクイン候補か 2人の会話より

アンタッチャブル アンガールズ まちゃまちゃ
ヒロシ タカアンドトシ ペナルティ レギュラー
安田大サーカス ますだおかだ など・・・
- 2005年12月13日投票結果を発表。投票総数は5000通を超えた。

| 順位 | 芸人名             | 票数  | 部門賞                  |
| 1位  | レイザーラモンHG   | 815票 | 年間2005年総合MVP◎      |
| 2位  | 次長課長           | 376票 | 最多ゲスト出演賞◎       |
| 3位  | 長州小力           | 263票 | パフォーマンス賞        |
| 4位  | オリエンタルラジオ | 259票 | 最優秀新人賞            |
| 5位  | カンニング竹山     | 167票 | ピンで敢闘賞○           |
| 6位  | タカアンドトシ     | 135票 | ベスト漫才賞            |
| 7位  | 南海キャンディーズ | 121票 | ナイスコンビ賞○         |
| 8位  | おぎやはぎ         | 115票 | 年間期待外れで賞        |
| 9位  | 土田晃之           | 75票  | ベストバイプレイヤー賞○ |
| 10位 | 劇団ひとり         | 69票  | 最優秀演技賞            |

○コメント出演（カンニング竹山のみ生電話で出演）
◎スタジオ登場
- ベストテン発表の前に特別賞が発表された。
  - ベストベテラン賞:大木こだま・ひびき
  - カムバック賞:ほっしゃん。
  - インパクト賞:猫ひろし
  - くりぃむしちゅーのオールナイトニッポン話題賞:さがね正裕（丁半コロコロ、当時×-GUN）
- 補足
  - 鈴木芳彦アナウンサーが司会進行。
  - レイザーラモンHG登場の際、レイザーラモンRG（HGの相方）が乱入。
  - TBSラジオの番組JUNK、JUNK2枠の芸人（アンタッチャブル、スピードワゴンなど）などは除外された可能性がある。
  - 1位に輝いたレイザーラモンHGには、副賞として2006年1月10日放送分のパーソナリティを務めることになった（レイザーラモンHGのオールナイトニッポン）。

### ヤマザキ 春のババァ祭り
2006年4月中旬放送。ババアはほんっとにババアだなぁ参照。

### 熊本県立済々黌高等学校ラグビー部祭り
- 2006年6月放送。くりぃむしちゅーが所属していた済々黌高校ラグビー部の事件やエピソードを話すスペシャル企画。

前の週の放送で、有田が「上田の記憶力をテストする」という名目でラグビー部の話を上田に振ったことがきっかけで、ラグビー部の話題となる。黒瀬先生・まさきよ監督・ぷ（中瀬）・な先（中村先輩）といったラグビー部の人々にまつわる事件について2人が話したところリスナーから大反響のメールが殺到した。
これに調子に乗った番組スタッフは、本来ゲストを招くはずの翌週のスペシャルウィークをゲストを呼ばず、とにかくラグビー部の話一本にした。
- 上田からの話からみて、番組内で語られた以外にも様々な事件があるとされる（まさきよお亡くなり事件、ぷ・サロンパス事件等）。
- 上田曰く「ここにくりぃむの原点がある。これを忘れたら芸人失格」とのことである。
- その週のジングルは全てラグビー部のOBからのメッセージだった。また、リスナーによるタイトルコールでは放送当時、済々黌高校の生徒だったRN熊本太郎が行った。
- これがきっかけとなりツッコミ道場! たとえてガッテン!で黒瀬直邦先生やまさきよ監督、プ（中瀬）など済々黌高等学校のラグビー部のOBがリスナーからネタとして使われていた。
- リスナーによると黒瀬先生は（済々黌高校ではないが）未だに教職についている（放送当時）。
- なお、外部リンク にて詳細が解説されている。

### 上田の娘の名前
上田に第一子となる子供が生まれたときに、オールナイトで公表するつもりだったのだが先に『おしゃれイズム』で発表してしまったので、せめてもの償いとリスナーから募集した。候補は色々あがったが（たとえば、上田素股、上田ピーピーピー子、上田デリヘル、上田千都里など）、上田が妻にリスナーの意見を持っていくのが遅すぎたため、結局（番組内であがった候補からは）使われなかった。ちなみに、上田の妻の受けが最もよかった名前は「千都里」であったという。

### せんずり総選挙
- 2006年7月25日放送。
- 千葉県松戸市のリスナー、ラジオネーム『せんずり』を改名させようという企画。略して「ずりせん」。
- 毎回ラジオネームせんずりのはがきを読むたびに「ラジオネームせんずり・・・ん・・？ あ、せんずり」と言い直すというお決まりパターンがあった。
- 有力ハガキ職人のRN『せんずり』を含め他のラジオネームがあまりにひどいと上田がクレームをつけたため、まずRN『せんずり』から浄化しようということで行われることとなった。リスナーからは改名反対の動きがかなり大きかったが無事に選挙は終わり、新ラジオネームは「よしだただひろ」となった。他の候補は「今夜は斎藤」（他のリスナーのラジオネーム、しかもせんずりも本来の「今夜は斎藤」も本名は斎藤ではない）「美味ちんぽ」「センズリッジ大学」「センズ・リー」「センズリー21」「ヒップ」など。
- 2006年8月いっぱいは、RN『せんずり』は、「せんずり改めよしだただひろ」のラジオネームを使うことを上田から許可されたが、2006年9月からはRN『よしだただひろ』だけになった。
- 2007年4月24日放送のたとえてガッテンに、上記の総選挙でRN『せんずり』から改名したはずのRN『よしだただひろ』が、改名前のRNであるRN『せんずり』として送ってきた。上田は「おい、お前よしだただひろだろ。せんずりこきやがってぇ〜お前。二度とせんずりこくな。」とRNよしだただひろを叱るが、有田は「上田さんが先週（4月17日）の放送でせんずりに戻しても良いと言ったじゃないですか」と言う。しかし上田は「俺はそんなこと言ってない。来週からはよしだただひろで送って来い」と否定した（しかし実際に前の週の放送で上田が「お前もうせんずりでいいよ。」と言っていた）。しかし、2007年5月22日の放送で再びRN『よしだただひろ』ではなく、RN『せんずり』として送ってきた。どうやら完全にRN『せんずり』に戻したようである。そして「松戸市RNせんずり」では松戸市のイメージが悪くなると考えた上田の案によって全国行脚を行っていた（ハガキ・メールを読む際に「北海道稚内市RN〜」のように住所を変えている）。
- なお、RN『せんずり』は現在再びRN『よしだただひろ』として他のオールナイトニッポンの番組にはがきを送っている。

### 丁半コロコロ 解散総選挙
- 元は2006年8月29日にさがねがゲストに来た際、24時間テレビ 「愛は地球を救う」での前代未聞の大スベリや今までの失態について説教があったことがきっかけである。
- その後、相方である西尾本人からコンビ解散をほのめかすメールが来たことから、「丁半コロコロ 解散総選挙」と題してさがねと西尾が激論を行う企画として実施された。
- さらにリスナーから解散するべきかするべきでないかメールで募集し両者にエンディングで発表（スペシャルゲストに土田晃之、デンジャラスが飛び入りで登場）。募集の結果、解散に賛成が反対を上回ったものの、西尾とさがねが最終的に話し合って解散しないことになった。しかし、ギャラの比が、西尾：さがね＝8：2にしないとコンビを解散すると西尾が言ったためさがねがしぶしぶ条件を飲み、コンビでの活動は続行している。

### 輝け!第7回 童貞妄想選手権
- 2006年10月17日放送（秋の聴取率週間）。この企画はタイトルコールをした童貞リスナーによる、童貞喪失の妄想が発端となった。
- 童貞喪失時の勝手な妄想を募集し、男（童貞）役は有田、女役はゲストの蒼井そらがリスナーの考えた妄想を読んだ。
- リアリティを重視しているため、現実離れすると上田の裁量により途中でも強制終了させられるというルールがあった。
- 童貞喪失時の妄想話であるがくりぃむしちゅーの二人は下ネタではなく文学だと強調していた。
- 「女コマンドー」という現実離れしすぎたネタが話題になった。突然背後に回り込み『いってしまいなさい!』など。
- 最優秀者には蒼井そらとの生電話という特典があった。
- 第7回とあるが有田が勝手に言い出したもので、実際には初めての企画である。「第7回と言っておいて『そんなにやっているんだ。』と思わせて、実は1回目であることがわかって、『なんだ、初めてなんだ。』とリスナーが親近感をもつ。」といったわけのわからない理由によるものである。
- エンディングラストは「くりぃむしちゅーのオールナイトニッポン」という声の後に蒼井そらの声が入って終わった。
- 因みにこの企画は内外問わず反響が大きく、翌週の放送で某雑誌編集者が童貞リスナーの作品を漫画化にしたいという（しかもスペースまで用意しているとのこと）驚きの発言まで飛び出してきた。しかし、結局曖昧になり今ではその灰色決着ぶりがリスナーのネタにされている。
- テーマソングはPierre Bacheletの"Emmanuelle"。

### 第8回 輝け童貞妄想選手権ワールドシリーズ
- 2006年12月12日に『輝け!第7回 童貞妄想選手権』(2006年10月17日放送)の8回目(2回目)を放送した。
- 前回もあった1発目の北九州市のRNどんぐりスカイハイの女コマンドーのネタが今回も登場。前回よりもグレードアップした内容で披露された。
- 優勝者は大会委員長の上田から発表されるはずだが、委員長代理として蒼井そらから発表された。
- 『ワールドシリーズ』とあり、上田が「『ワールドシリーズ』ってことは、これで完結ですか？」と問うと、有田は「年内（2006年）最後です。」といっており、2007年度以降も続けられることもあり得る。しかし第8回以降はこの企画が行われたことは1度も無かった。
- テーマソングはPierre Bacheletの"Emmanuelle"。

### A-1グランプリ
- リスナーの中から次世代を担うお笑い芸人を発掘しようというコーナー。M-1甲子園愛知大会で優勝したリスナーのタイトルコールがきっかけで、開催が提案された。
- テーマソングは2006年度末まで長らくF1のテーマだった、THE SQUAREの「TRUTH」。初めての告知のときだけk-1のテーマだった。
- A-1のAは、オールナイト(Allnight)・アマチュア(Amateur)・有田グランプリの略である（ただし、有田グランプリという呼び名に対して、上田は理解ができないといっている）。また、決勝のゲストが浅草キッドの水道橋博士であったため浅草キッドのAでもあると言った。
- ピン・コンビ・トリオ何人でもよい。ネタの時間は最高4分。
- 審査委員長は有田で、主にコーナーの司会進行役を行う。また、上田は実行委員長とされているが、例によって形だけのものであり、対戦者の紹介といったアシスタント的なことと、有田いわく『席にすわっていること』が仕事の内容である。
- 1次審査は郵送によるネタの審査（ビデオカメラ・デジタルカメラを持っていない場合はMDかカセットテープでもよい。有田はパラパラ漫画でも良いと言ったが、当然これはボケであり、上田につっこまれていた。だが、わざとパラパラ漫画を作って、RNうなぎファクトリーが送ってきた）。
- 2次審査は、2007年1月23日の放送から毎週2組ずつネタを披露、リスナーの投票によって勝者を決定。そしてその後、それぞれの回の勝者4組による決勝を行った。
- 出場は、1次審査を突破した素人（6組）と、この番組のミキサーの大城（通称：ブタ女）とサブ作家の本間俊彦（通称：ゴミメガネ）のコンビ『ブタメガネ』、くりぃむしちゅーマネージャー（大石&斉藤）による『マネージャーズ』を加えた計8組。
- 決勝のスペシャルゲストは浅草キッドの水道橋博士。優勝したのはRN伊藤豪であった。彼は親が厳しい故に深夜まで起きていることが許されなかったので、他の出場者は全員あった生電話でのくりぃむとのカラミはなかったが、結果的に優勝を勝ち取った。
- このA-1グランプリの放送後も、「近々優勝特典の単発コーナーについて詳細を発表します」のような言及が全く為されず、結局灰色決着。2007年5月頃リスナーにいじられてくりぃむの2人がやっと思い出すほど無かったものにされている。

### メイ藤の完全メイド決別宣言
- 2007年3月20日放送
- 事の発端は、2月初めに行われた「くりぃむしちゅーのたりらリでイキます!!」の秋葉原ロケである。このロケの際、くりぃむしちゅーの男性新人現場マネージャー、斉藤はいつものようにくりぃむに同行していた。それまで斉藤は、自分に何も趣味がないことを嘆いていた。しかし、この日から斉藤は変わった。なんと、メイド喫茶が大好きになって、一日に何軒もハシゴするようになってしまったのだ。そして、それまで無口でパッとしない性格だった斉藤は、人が変わったように番組のスタッフはもちろんのこと、くりぃむの二人にまでメイド喫茶の話（「有田さん、萌え萌えじゃんけんをしましょう」、「上田さん、秋葉原っていったらやっぱり電気街のイメージですかっ。いや〜古いなぁ〜」、「上田さん、今の僕の目標は、メイド喫茶の悪いイメージを払拭することです」）、ついには仕事との優先順位も狂ってきたようで、有田が「明日はメイド喫茶また行くの？」と聞くとなんでで「いや明日おしゃれイズムあるんですよ」、また「仕事の前後にメイド喫茶に行きたいんで、コスプレして仕事場に行ってもいいですか」などという風に、くりぃむの仕事よりもメイドが大切と言っているような、おかしな発言）を自ら積極的にふるようになった。そしてほんの数日の間にすっかりアキバ系となった斉藤のことが、07年2月20日の放送のオープニングトークで初めて話された。このトークの中で、「メイド喫茶が好きだから」と言う理由でくりぃむによって斉藤のあだ名は「メイ藤」と命名された。この日のオープニングトーク直後の一曲目では、メイ藤がたまたま持参していたCDから、完全メイド宣言（人気メイドによる歌手グループ）の「お帰りなさいませご主人様」がOAされた。この特別企画のタイトル「メイ藤の完全メイド決別宣言」は、この「完全メイド宣言」からとったものである。その後もメイ藤は足繁く通ったらしく、3月6日の放送によればほんの10日程度の間に40回もメイド喫茶に行ったらしい。そんなメイ藤の心の中では、前述の仕事軽視の発言からも分かるように、メイド喫茶が仕事よりもはるかに大きい存在になってしまっていた。そのためか、仕事でミスを連発してしまう。それにより、このラジオではぶっ飛んだビッグプレーでおなじみのチーフマネージャー大橋由佳（通称：ババア大橋）にさえも怒られてしまう。その際に、大橋に「噂によるとあんたメイド喫茶行ってるんだって？そのせいじゃないの？」とメイド関連の話を振られた瞬間、それまで怒られてしゅんとして反省の態度を示していたメイ藤が、急にスイッチが入ったようにものすごい勢いでメイド喫茶の良さ、すばらしさなどを大橋に対して熱弁し始めてしまったのだという。当然周囲の大顰蹙を買ってしまった。そんなこともあってか、ついには放送日（正確には1日後）の3月13日にくりぃむの所属事務所：プライムの社長に呼び出され、説教をくらってしまったのだという。そのとき社長は「本当に、ミスが多いから、メイド喫茶はさ、本当に行くのをやめるぐらいの心持でやらなきゃだめだよ。」と最初は割と優しく言ったのだが、当のメイ藤は、反省の態度こそ見せていたものの、社長の言いたいこと（ミスを少なくしろ、ということ）を汲み取れなかったらしく、「社長、わかりました、今度からメイド喫茶に行くのは休日だけにします、休日だけにしますから、休日だけは許して下さい!!」と変に条件のようなものを社長に提示してしまったものだから、優しい社長もさすがに怒り、「おい、メイド喫茶には二度と行かないと約束しろ!」と社長から直々にメイド喫茶禁止令が出てしまったらしい。このことは直後の放送で話され、「あっけない結末でした。」、で話は終わると思われた。しかし、CM中にDのビーチと、作家の石川と、くりぃむの4人で緊急会議が行われ、メイ藤にあくまでこのラジオのレポートの仕事として、「最後の秋葉原」を満喫してもらうことが急遽決定。このレポートの様子は3月20日の放送で録音中継された。CM明け後メイ藤は有田の命令でブースの中に入り、自己紹介をし、くりぃむの「メイド喫茶のいいところは？」と言う質問に対して「萌え萌えジャンケンです」と答え、有田と萌え萌えジャンケンで対決をした。
- 実際の秋葉原レポートでは、メイドによる「お帰りなさいませご主人様」、メイ藤がドリンクと萌え萌えジャンケンのセットを注文し、ドリンクにメイドとメイ藤が「萌え!」と言って「おいしくなりました」、オムライスにメイドがケチャップで絵を描き、萌え萌えジャンケンをするといった一連の流れをレポートした。レポート終了後は隠し録りという形で番組スタッフが録音し続け、他のお客に積極的にはきはきとした声で話しかけるなど、普段のメイ藤からは想像できない姿が垣間見られた。仕事のときはほとんどしゃべらず、くりぃむのシャレにも付き合わないほど暗いのに、メイド喫茶ではとてもテンションが高いことをくりぃむにつっこまれていた。メイ藤は「いってらっしゃいませ、ご主人様」、とメイドたちに見送られた後、5・7・5にして心境を語った。その内容は、「永遠に不滅を願うメイドカフェ」というものであった。
- 上記のほかにも、メイ藤の「イタい思い込み」が話題になった。そのイタさは尋常ではないらしく、「メイドが永久に17歳で、メイド星から来た」という設定を本気で信じていたり、アニメやテーマパークなどのキャラクターはこの世に実在すると本気で思い込んでいるらしい。ほかにも小倉優子の「こりん星から来た」というネタまで、最近小倉自身が「千葉出身」とバラす前までは本気で信じていたらしく、くりぃむら周囲の人間に引かれているらしい。このことを逆手にとって、ある時くりぃむの二人はメイ藤をおちょくろうと考えた。有田が「実はな、上田は出身地がな…」と言い、続けて上田が「だ〜うえ星から来たんだ。」と言った。しかしメイ藤は「違うじゃないですか。熊本じゃないですか。何言ってるんですか。」と一向に信じようとしない。そこで有田は、「おかしいだろ。こりん星は本人がそう言っているからってだけで信じるのに、なんでだ〜うえ星のことは信じねえんだよ。」としつこくこのネタをメイ藤におした。するとメイ藤は納得したらしく、「分かりました。秘密にしておきます。」とマジトーンで言ったらしい。くりぃむはその後しばらくしてあるテレビ番組の収録後、楽屋に挨拶に来た土田晃之とともにメイ藤に対して「メイドはメイド星から来ていないんだよっ」とか、「テーマパークのキャラクターは実在しないんだよっ」と言う風にして30近い大人に対してとてもくだらない説教をしてしまったらしい。その説教後に、やっとメイ藤も分かってくれたのか、「そうですか、メイドさんも人間なんですね…」と言ったが、直後に「でも、僕の通っている、あっとほーむカフェのメイドは人間ではありません!!」と言われ、皆心底呆れてしまったらしい。

### 頼れる男・有田哲平の恋愛相談SP
- 2007年4月10日放送（4月期レーティング1週目）
- 「恋愛相談のスペシャリスト」として招かれたゲストは、37歳で当時独身であったネプチューンの堀内健。
- 「真剣」な恋愛相談をメールでリスナーに募集し、採用された場合はスタジオと生電話がつながり、堀内と有田に相談することができた。
- 実際に放送された相談内容もネタ風味のものではなかった。しかし、SP本番では、相談を受ける側の堀内・有田は終始、気取っていてテンションが低く時折意味不明な言葉を吐いたり、崩壊した会話をしてしまったりするというボケキャラで通した。前記のようにリスナーからの相談内容はこの番組にしては珍しくまじめだったにもかかわらず、堀内・有田の回答は「ウンコを必死でケツの中に戻せ」とか、「机に穴を開けといて、上に本を置いておけ」などという様に解決への糸口になるとは到底思えないふざけたものばかりだった。
- 放送終了直前まで次々と電話がつながれ、合計4人のリスナーと電話がつながれたが、結局どの相談者にも堀内・有田は解決への糸口を示さずボケを散々連発し、それを上田が拾いに拾った挙句、最後に上田がまともに相談者へ解決への糸口を示す、という流れだった。
- この企画では、リスナーをほとんど前に出さず、唯一仕事としてはお約束として、上田に「（堀内・有田のボケ回答をさして）こんな回答でごめんね」と呼びかけられたら「いやいや、本当にためになりました。」とボケて、上田につっこまれることぐらいだった。よって、正味は相談というよりも有田・堀内が量産するボケを上田が次々に拾う、というボケ&ツッコミの1時間（この企画は深夜2時ごろから始まった）といったところであった。
- 詳しい内容は、リスナーの相談に有田先輩が過去例をあげ（電車の中で女性の胸の谷間を見ていたら走って別の車両に逃げていった。など。）「それっきりだね」で落とすパターンが主だった。
- 有田は自分のことをT-有田、D-有田などと、堀内はQ-堀内、P-堀内などと、格好つけてイニシャルで紹介した。上田はD-有田に対して、「D-松坂（松坂大輔）か」とつっこんでいた。
- A-1グランプリ、童貞妄想選手権と同様、本放送での告知の際に「上田は席に座っているだけが仕事だ」と有田は言い、上田がつっこんでいた。
- またこの企画の告知のために、それまでOA済みのオープニングトークのみを配信していたポッドキャスト「電話が鳴るまで」が、一部分のみではあるが初めて別録りされた。
- この企画はあまりに2人がふざけすぎたため後述する「恋愛大反省会」に繋がることとなる

### 大物中堅芸人が教える 明日から使える鉄板つかみネタ SP
- 2007年4月17日放送（4月期レーティング2週目）
- 2007年4月3日放送のオープニングで、2人が若手時代に地方営業によく行っていた頃の話になった。その際によく使っていた、いわゆる「営業ネタ」（客受けするように上手い具合に仕立てられた笑い）を再現することになり、細かいネタを2人して再現しては、有田が、「これで『ひと笑い』いただきます」と言ってみたり、ウケるポイントを詳しく解説してみたりして、それらに対して上田が「解説なんかするな!恥ずかしいだろ!」とツッこんでいた（いわゆるメタ笑い）。これに目をつけた番組スタッフが企画した。なお、企画化にあたり、「大物中堅芸人」で、かつ「現役の営業芸人」として博多華丸・大吉をゲストに呼んだ。
- くりぃむの事務所の後輩：寿司による自己紹介を兼ねた前説ネタが当時番組内で大いに話題になっており、この日短時間ではあるがゲスト出演し、話題の自己紹介ネタをやってのけた。
- 内容としては、出会いの季節であるこの春に、何としてでも自己紹介で「ひと笑い」を「頂戴」し、早く周りに溶け込みたい、というリスナーが生電話で登場し、「先生」にあたる4人の芸人たちに教えを乞う、というものである。

### 上田八百長ボイコット
- 2007年5月29日放送。
- 事の発端は2007年5月8日、有田が韓国から戻ってこられなくなりその日の放送に来られなくなる緊急事態が発生した（詳しくは特筆すべき過去の出来事を参照）。そして2週間後の5月22日の放送で有田は当初は反省の態度を示していたが、次第にいつもの通りになり、そして有田は『思った事があるんですけど、僕が結果的に1回休むような形になったわけなので…上田さんも何かあったら休むというケースが出てきても、僕がそれをとがめることは出来ないんじゃないか？って思うんですよ。だから上田さんも、この番組を1回ボイコットすることを認めたいと思うんです。ただ、先々週みたいな不可抗力じゃないのに上田さんを休ませちゃったら、それは単なるサボりじゃないか？って言われちゃうので…番組をボイコットする時は、あくまで、八百長でボイコット してほしいんです』と意外な提案を考える。この提案に上田は困惑し、結局翌週の放送では『放送中にボクシングのDVDを見る』という形で落ち着いた。
- そして翌週の5月29日の放送。有田はいつも通りの放送を始めるが、上田は前週有田に言われた通りにボクシングのDVDを観ながら放送開始。上田は有田の言葉を無視し、『おぉ!いけいけ!!』とか『よし!右から周りこめ!!違う!!右だって!!』や『うぉ!いや〜やっぱりスピードが違うな!!』等ボクシングのDVDに夢中になっていた（しかしあくまで八百長）。
- そんな中有田に一通のメールが届く。内容は『放送中にDVDを見ている上田さんに悩み事を相談する『上田晋也のDVD熱中人生相談』というのをやってみたら？ 』とのこと。有田は上田に『『DVD熱中人生相談』なんですけど…やっても大丈夫でしょうか？』と言うと上田は『（DVD観ながら）お!始まった!やっちゃえやっちゃえ!!』と言い急遽人生相談がスタート。基本的にはリスナーの質問に上田がDVDに熱中しながら応えるというコーナー（例・『最近、女の子のことを急に意識しちゃうようになった』・上田の答え『おーーー!よっしゃ、足使え、足!』）。
- この八百長ボイコットは前週の放送を聞いていた人は何ら問題はなかったが、聞いていなかった人は何のことかさっぱりわからず、リスナーからは『おい上田、お前今日何やってんだ!』や『夜中に何騒いでるんだ。冗談じゃねぇぞ、恥を知れ!』等の批判的なメールも少なくはなかった。

### 「第7回 上田さんの1万円争奪!リスナー貧乏自慢フェスティバル」
2007年6月12日放送。お金に困っているリスナーのビンボーアピールを聞いて、上田が自腹で1万円をプレゼントしていく企画。ゲストは麒麟。

### 有田の恋愛大反省会SP
- 2007年6月19日放送。正式な名前は「メリ田の恋愛大反省会！ここがダメだよメリ田哲平」前述の「頼れる男・有田哲平の恋愛相談SP」での有田のふざけすぎた解答やED（有田曰く軽め）になってからの有田の女性絡みのトークがあまりに情けないことから上田に「メリ田」（前述にあるメイド好きマネージャーのメイ藤から取ったあだ名）呼びされたところから始まった企画。有田のどこがダメで結婚できないのかを、リスナーからのメールや、関係者の証言（録音）によって明らかにされていった。

証言した関係者
1. 堀内健
2. 土田晃之
3. 坂下千里子
4. 大橋マネージャー
5. 石田純一
  - ホリケンの「有田は熟女をナンパしたことがある。」という証言後には、有田が「それは、近くの席にいたスナックのおばちゃんを見てホリケンが『俺、あれでもいける。』と言ったので仕方なく話しかけただけ。」という話が披露された。
  - また同じくホリケンの「六本木ヒルズの服屋で有田に無理矢理服を買わされた」という証言後には上田からも「有田とラスベガスのショーを見に行った帰りに無理矢理グッズを買わされた」という話が披露された。
  - 土田の証言後には、モノマネ王座決定戦の本番中にもかかわらず土田と恋愛話に夢中になり、気が付いたら本番が終わっていたというエピソードが披露された。
  - 坂下の証言後には、くりぃむナントカ本番前の楽屋で、有田が大好きなエヴァンゲリオンのフィギュアで遊んでいた時に坂下が遊びに来た。「どうしたの？有田さん。」と小声で聞く坂下に上田がふざけて、「最近いつもああなんだよ。」と言うと坂下が本気にする。坂下がフィギュアに触ると有田がキレて、坂下にアキレス腱固めを決める。というミニコントを2人で行う。それを未だにミニコントだと明かされず、坂下が本気で心配する。というトークが披露された。
  - 大橋の証言後には、「あんた、本当は女性が怖いんでしょ？」というコメントに有田がキレながらも「意外と当たっている。女性と2人きりだと不安でアンタッチャブル山崎などを呼んでしまう。」というトークが披露された。
  - 石田の証言後には、めちゃイケの休憩時間に石田と恋愛について長々と話し込んだ。というトークが披露された。
  - その他、リスナーのメールを読んだ時などに、「山崎との養子縁組」や「ババア大橋との再婚」、「上田のようなツッコミの出来る女の子を捜す」などの意見が出された。

### “番組100回記念イベントin東京ドームシティ”
- 2007年8月18日に、東京ドームシティ内“ラクーアガーデンSTAGE apスクエア”にて開催された。時間は、開場:13時半、開演:14時、終演：16時であった。有田は事前の放送内の告知で、「開場は…東京038181330!（電話番号風に）」と言ったり、「開演はですね…81814になります。」と言ってふざけたりして上田を怒らせていた。
- 内容

1. 開演前、男性アナの声による、諸注意のアナウンスが流れた。その中で、「なお残念ながら、上田晋也の下半身ショー・キャンタマタイタニックは、諸事情により、中止となってしまいました。なお年末には、キャンタマ忠臣蔵を予定しておりますので、そちらのほうをぜひお楽しみにしていて下さい」とのアナウンスがなされ、会場が沸いた。
2. ディレクタービーチの前説&拍手のお願いなど。
3. くりぃむ登場、軽くトーク後、この番組で以前に話題になった営業ネタを披露、その後有田の仲間由紀恵とのウワサにも触れ、その後「上田さんに質問」という上田への無茶ぶりコーナーが行われた。なお、上田の調子が悪かったためか、「上田さんに質問」はあまり盛り上がらなかった。
4. 公開『私とラジオネーム』。番組内でお馴染みのコーナーである「私とラジオネーム」を公開で行った。ラジオネームとしては、「RNパンチラ」や、「RNおてぃんぽ」、「RN陰毛、剃らなくても大丈夫？」など、昼間のイベントで、しかも通りすがりの家族連れも大勢見ていたにもかかわらず下ネタ全開であった。スタッフに文句を言っている客もいた。
5. この番組ではおなじみ、くりぃむの後輩兼付き人である、寿司（ことぶきつかさ）による中説。
6. 『上田ファン王 決定戦』。当時、番組の中では上田の分析・上田イジリがブームだった。そこで、上田のファンNo.1を決定しようというのが、この企画である。過去の色々なテレビ・ラジオ番組から、上田がこんなシチュエーションでどんな例えツッコミを入れたのか、をクイズにして出題した。最も答えられた人が“ファンNo.1”という企画。これに関しては番組内で、イベント開催数週間前から予選を行っていた。勝ち残った出場リスナーは、上田晋也扮する「カリカリ君（上田は「プーさん」のお面をかぶって登場した）」、「山形県」、「ダイスケ」、「ウルグアイパラグアイ」、「くまのぺーさん」の5名の予定であったが、当日に「くまのぺーさん」が欠場した為、急遽その場で敗者復活として予選を行い、会場の中からワイルドカードを選抜し、準決勝を行った。「ダイスケ」と「カリカリ君」が決勝へ進出し、最終的に「ダイスケ」が優勝した。その後、優勝商品として「カリカリ君」のサインが入った番組特製Tシャツ（例えツッコミを白シャツに貼ったもの）が「ダイスケ」へ授与された。
7. エンドトーク後、リスナー全員とくりぃむしちゅーで記念撮影をして番組初のイベントは終了した。

### 上田晋也 カリカリ君祭り
- 2007年8月21日放送（8月期レーティング1週目）
- ゲストは、くりぃむナントカで共演しているテレビ朝日アナウンサーの大木優紀。07年8月18日に行われた“番組100回記念イベントin東京ドームシティ”での上田の話によれば、大木はたまにこの番組を聴いているらしい。これに関しては、8月21日の放送で大木自身が追認していた。
- 内容としては、上記イベントの模様を放送するほか、大木アナとのトーク。前者は後述参照。ここでは後者について。
  - 大木アナは、「業界きっての上田ファン」という肩書きで登場した。
  - ラジオは初経験だった大木アナも、いまいちハマらなかった上田のノリツッコミにたいして「なんですかぁ〜今の〜」と言って笑いにしたり、意図的とも取れる上田イジりや、上田のことが嫌いなのに‘大好き’という矛盾キャラで存在感を発揮した。
- 「カリカリ君」とは、この番組の中で有田の身勝手な言動に対し上田がいちいち「カリカリする」（怒るの意）ため、有田が上田につけたあだ名である。もちろんこれは、アイス「ガリガリ君」をもじったものである。

### デラックス人生相談
- 2007年8月28日放送（8月期レーティング2週目）
- ゲストは、マツコ・デラックス。
- 内容としては、「夏が終わる前に解決しておきたい悩みをマツコ・デラックスさんに解決していただきました。」といったような具合。つまりリスナーが数人電話で登場し、マツコ・デラックスに人生相談をしたという、真面目な企画が表向きの内容。
- しかし、マツコは登場するなり、この番組のディレクターであるビーチに対して「こんな夜中に女装させるな!」と文句を言い始め、その後、昨日大阪のホテルでヤったと暴露したり、有田と共に寝小便の話で共感しあって上田にひかれたり、小学生の時にかっこいい男の子の友達のアソコに顔をうずめた話をしたり、毎日オナニーしていると告白するなど、重量級のエピソードトークを次々に繰り出し、爆笑を誘った。
- ただ、その後は真面目に人生相談をこなした。

### クリスマスだよ!ボンデージ祭。年忘れSM除夜の鐘SPECIAL
- 07年12月11日放送（12月期レーティング）
- 当時、有田はOPトークで何十分も話すほどハッスルにはまっていた。そこでハッスルのプロレスラーを呼ぶということになったのだが、「呼ぼうとしたが年末忙しくて来られない人ばかり」ということで、「プロレスラー」のレイザーラモンRGをゲストに呼ぶことになった。HGも、有田曰く「RGのバーター」としてくることになった。これには、上田も「逆だろ!」とつっこんでいた。しかし、「番組に華がほしい」ということで、有田曰く「華」であるにしおかすみこも呼び、『ボンデージ祭り』が行われることになった。
- この放送回のOPトーク内で、スターダストNIGHTが一夜限りの復活を果たした。
- 内容は、今年一年間ですっきりしなかったこと、モヤモヤが晴れないことをリスナーからメールにて募集し、その煩悩をにしおかすみこがRGの尻を鞭で叩くことで断つというものであった。

### くりぃむしちゅーのオールナイトニッポン 2007名言大賞
- 2007年12月25日放送。
- くりぃむ、番組スタッフ、マネージャー、そしてこの番組に来てくれたゲスト、果てはネタハガキまでもを範囲とし、2007年に番組内で飛び出した、数々の名言（迷言）の中から最も印象に残ったものをリスナーからメールにて募集。その中でNo.1、『名言大賞』を決めようではないかというのがこの企画。
- この企画が行われるきっかけとなったのが、『たとえてガッテン』のコーナーで読まれた2007年に番組内で飛び出したくりぃむの珍発言、名発言をまとめたリスナーのネタハガキ。そのネタハガキに影響された有田が「この番組版の流行語大賞をやりたいね」と言い出し、この企画が行われることになった。
- 本来、タイトルは『くりぃむしちゅーのオールナイトニッポン 2007流行語大賞』にするはずだったが、ナインティナインのオールナイトニッポンが毎年『流行語大賞』としてやっているため、タイトルが被ってはいけないということで『2007年名言大賞』となった。
- くりぃむは「この企画は毎年行っていこう」と言っていた。
- 2007年流行語

1. いや、まいったね…/有田 （毎週）
2. 楽し…かったよね…/上田 （2007年9月18日）
3. かまわんよ!/上田 （※上田曰くこのセリフは言ったことがないらしく、厳密に言えばリスナーからのネタによるものである。）
ドッカーン!/上田 （2007年5月22日）

- なお、「いや、まいったね…」と「ドッカーン!」と「かまわんよ!」はPodcastでも確認できる。

### 罰ゲームクライマックスシリーズ・最終章〜大御所ゲストにパネェ質問〜
- 2008年10月21日（2008年10月期レーティング）

#### パネェ質問に至るまで
2008年夏に有田のダイエット挑戦企画が再び敢行され、毎週の放送日ごとに計量していたが、またもや目標値に達することができず失敗。リスナーからの意見を募った上で、有田に計3つの罰ゲームを課すことが決定する。（基本的に有田を養護することが多いリスナーだが有田のあまりに情けない結果を受けてかこの時はほぼほぼ有田へ厳しい意見が寄せられていた。）だが、罰ゲームを実行する段階になっても有田が異様にゴネたため、結果的に上田も参加することになり、有田7、上田3の比率でくじ引きを行い、被執行者を決めてから実行することに。1回目は「局部がエネルギッシュになるドリンクを飲んで2時間生放送（有田）」、2回目は「低周波治療器を着けて2時間生放送（上田）」、それに続くトリとして、本項目の罰ゲームは決行された。

#### パネェ質問の概要
「大御所ゲスト」とは、世界一受けたい授業で共演している堺正章。自らの新譜の宣伝を兼ねての出演だった。罰を受けるのは有田に決定。堺を放送が流れない部屋に待機させたうえで、当日のオープニング内で「パネェ質問」を選考。質問は下ネタ系からシュール系まで幅広い計5個のパターンに分けられており、その中から上田の選考により、以下の質問が選ばれた。
1. 堺さんの初体験の相手は誰ですか?
2. かくし芸なんだからずっと隠しておけばいいのに何で毎年披露するんですか?
3. 抹茶とマチャアキの違いはなんですか？
4. 堺さんは民芸品ですか？
5. 堺さんはキュウリですか？
6. アナログとアナルの違いはなんですか？
7. 人のキンタマは噛めますか？

そして堺をスタジオに迎え 、フリートークに混ぜる形で有田はパネェ質問を決行。堺はその度に「ちょっと、表へ出ろ」「俺はキュウリでも民芸品でもないよ」などと語気を強めて発言。有田は呂律が回らなくなるほど怯えてしまったばかりか、冗談企画に「のせられていた」ことを知らされた堺から、お詫び代わりといわんばかりに、上田すら知らなかった事実を白状させられることになる（脚注欄参照）。後にこの番組の放送直後のオールナイトニッポンエバーグリーン（11月4日放送分）にて、当番組の常連ハガキ職人であるRNせんずりが悪ノリで送った「アンコーさんは民芸品についてどう思いますか」という質問メールが読まれている。悪ノリが他の番組にまで及んだことから、次週の放送で「人様に迷惑をかけるな」と上田がRNせんずりを叱った（はみずり事件）。

### 大御所ゲストにパネェ質問SP リターンズ
- 2008年12月9日（2008年12月期レーティング）
- 「たとえてガッテン」で上田チームが5連勝したため、有田が罰ゲームを受ける結果に。
- 前回が男性(堺正章)であったことから今回は女性の「大御所ゲスト」にパネェ質問をした方がいいという点と前回よりも緊張感が欲しいという点から有田がその当時1番恐れていたデヴィ夫人が選ばれた。
- この時も有田は異様にゴネまくり、前述の堺正章の時と同様に上田とのくじ引きを提案したが、くじ引きをする理由がないとして却下された
- 前回同様、デヴィ夫人を放送が流れない部屋に待機させたうえで、当日のオープニング内で「パネェ質問」を選考[6]。前回の放送を面白がったリスナーたちから送られてきた「パネェ質問」を上田が紹介する際、有田がそれに対し終始ツッコミを入れるという普段の放送とは真逆の会話がなされた。今回も上田の選考により、以下の質問が選ばれた。
- 質問内容

1. 今日のパンツの色は何色ですか？
2. 野グソしたことありますか？
3. マグロとブーメランの違いは何ですか？
4. グラタンで顔を洗ったことありますか？
5. デヴィ夫人はサラダバーですか？
6. デヴィ夫人の背中はヘリポートですか？
7. 鉄パイプとしての自覚はありますか？
8. 結局、藤波は何がしたいのですか？

### 本当の最終回スペシャル　『くりぃむしちゅーのオールナイトニッポン』思い出大賞
- 2008年12月30日（最終回）
- 2008年12月16日の放送で、突然、有田が年内での放送終了を発表した。すでにオールナイトニッポンの公式ページ上では、ポルノグラフィティの岡野昭仁が2009年から火曜日を担当することが明らかであったが、それを知らないリスナー達には衝撃を与える発表となった（今までの最終回演出では最終回を匂わせるようにしんみりと発表を行っていたが、今回は『あ、この番組終わります』とあっさり告知した）。また、12月30日に『くりぃむしちゅーのオールナイトニッポン思い出大賞』を放送することを明らかにした（16日の次の週の放送は休みだったため2週間前の告知となった）。放送当日は「思い出のスタッフ」、「思い出のコーナー・ハガキ職人」、「思い出のハプニング」など、テーマを分割して思い出大賞を発表していった。その結果、思い出大賞は「くりぃむしちゅーの二人がディレクター・柴田の顔を覚えていない」に決定した（後に2人は柴田の写真を見たが、微妙な反応であった）。そしてエンディングでは、有田と上田がニッポン放送の玄関前に登場した（玄関前には有田曰く、リスナーが相当集まっていた）。
- 放送終了後、『オールナイトニッポンエバーグリーン』で、ラジオネーム『向こう側』というリスナーから2人に向けてメッセージがあり、リクエストとして「夢で逢えたら」がリクエストされていた。当日に流れることはなかったが、翌年の3月18日に流された。

## ゲスト出演者
（コメント出演、電話出演を除く）

### 2005年
- さがね正裕（X-GUN）
- 鈴木亜美
- 土田晃之
- 東貴博（Take2）
- 長州小力
- 和田アキ子※電話出演
- カンニング竹山（カンニング）※電話出演
- 次長課長
- レイザーラモン

### 2006年
- デンジャラス
- 丁半コロコロ（当時）
- クロちゃん（安田大サーカス）
- 黒沢宗子（森三中）
- 土田晃之
- 松本ともこ
- 若槻千夏
- 前田健
- 蒼井そら
- 東貴博
  - ガゼッタ・デロ・オワライーノで東の話題が出たときに乱入した。

### 2007年
- 水道橋博士
- 堀内健（ネプチューン）
- 博多華丸・大吉
- 寿司（ことぶきつかさ）
有田の付き人。
- 麒麟
- Remark Spirits
番組オリジナルのジングルを録音。
- 大木優紀（テレビ朝日アナウンサー）
- マツコ・デラックス
- 西川史子
- 古坂大魔王
- レイザーラモン
- にしおかすみこ

### 2008年
- ますだおかだ
録音放送。「昭和のプロレス」を熱く語り合った。
- 相澤仁美
- 磯山さやか
- 大林素子
- ASIAN KUNG-FU GENERATION
- オリエンタルラジオ
- 猪木芸人（アントニオ猪木の物真似をするお笑い芸人。有田に加え、猪木が持ちネタでない上田にも猪木のモノマネをさせ、「五大猪木祭り」として放送）
  1. アントキの猪木
  2. アントニオ小猪木
  3. 春一番
- 山里亮太（南海キャンディーズ）
- YGA
- 古坂大魔王
- 西尾季隆（丁半コロコロ）
- ノッチ（デンジャラス）
- 澤穂希（サッカー女子日本代表）
- 堺正章
- デヴィ・スカルノ（デヴィ夫人）

## 代理番組
最初から特別番組として放送されるケースと、くりぃむしちゅーが春休み、夏休み、秋休み、正月休みで休む時に代役として起用されるケースがある。
- 2005年07月19日 スキマスイッチ
- 2005年11月01日 V6
- 2006年01月10日 レイザーラモンHG
- 2006年05月16日 レミオロメン
- 2006年08月01日 V6
- 2006年11月21日 ポルノグラフィティ
- 2007年01月09日 石原さとみ
- 2007年02月27日 平井堅
- 2007年05月15日 井筒和幸
- 2007年08月07日 アイドリング!!!
- 2007年09月25日 オールナイトニッポン ソニーレコーズNIGHT
- 2007年11月06日 w-inds.
- 2008年01月01日 w-inds.
- 2008年01月29日 倖田來未
- 2008年03月11日 桑田佳祐
- 2008年04月08日 久保田利伸&MISIA
- 2008年06月17日 岡本玲
- 2008年07月22日 オールナイトニッポン エイベックス・グループ創立20周年記念スペシャル
- 2008年08月05日 アラジン
- 2008年09月02日 GIRL NEXT DOOR千紗
- 2008年09月23日 山本高広（ニッポン放送のANNサイトによると番組タイトルでは「山本高広の…」ではなく、「ほぼ織田裕二の…」になっている。）
- 2008年10月07日 GIRL NEXT DOOR 千紗
- 2008年11月11日 GIRL NEXT DOOR 千紗
- 2008年12月23日 ナオト・インティライミ

## BGM（定期的に使用している楽曲）
- DISCO TIME / m.o.v.e（メール・はがきの宛先紹介時）
- 星に願いを/ EN L'AIR 1/fのゆらぎ 星に願いを☆オルゴールファンタジー（スターダストNIGHT出だし）
- カラー・オブ・ザ・ウインド/ EN L'AIR 1/fのゆらぎ 星に願いを☆オルゴールファンタジー（スターダストNIGHTはがき紹介周辺）

## CMフィラー
- Zip A Doo Wah / Lio
- Pop SOng / Lio
- Amoureux Solitarires / Lio

## 番組本
- くりぃむしちゅーのオールナイトニッポン 番組オフィシャルブック（2021年4月9日、総合法令出版）ISBN 978-4-862-80793-9[7]

2015年11月、初代AD鈴木（ビーチ）の結婚式のお祝いコメントを撮影するために石川がくりぃむしちゅーの元を訪れたところ、「リスナーだったっていうスタッフから番組で話した事について聞かれるが、全く覚えてないから誰かまとめサイトとかを作ってほしい」と言われ、「じゃあ番組本作りますか」と返すと「あーじゃあ作って!」と言われ、番組終了から7年以上経ったのにもかかわらず番組本作成の動きがある事を『石川・ホンマ・ぶるんのBe-side Your Life』で石川が明かした。
その後、2021年4月9日に番組本が発売されることが明らかにされた。レギュラー放送終了から実に12年以上経って番組本が出版されるのは極めて異例である。
この本が発売されると発表されると、発売される前の段階で「Amazon」の売れ筋ランキングにおいて、全体の1位に輝いた。また、「Amazon」のサブカルチャー部門においては、数週間にわたって1位を獲得した。この為、大反響に加え、予約が好調に推移していることから、発売の発表から3日で重版が、発表から10日でさらに再重版がされることがそれぞれ決まった。そして、2021年4月9日に発売され、この時点で発行部数が累計で2万部を超えた。

## 配信
- 2022年6月20日より、オールナイトニッポンの過去の放送が聴ける公式アーカイブサブスクリプションサービス『オールナイトニッポンJAM』がスタートし、30日間500円のプレミアムプランへの加入で、2000年以降の『オールナイトニッポン』秘蔵マスター音源から続々と蔵出しされた人気番組を聴くことができる。
- その中に、くりぃむしちゅーのオールナイトニッポンもラインアップされており、初回放送分から順次聴取可能となる。
- ニッポン放送デジタルビジネス部の澤田真吾は、「僕自身もくりぃむさんのANNなどを聴いて育った世代で、当時の音源をもう一度聴きたいというリスナーの気持ちもわかるので、サービスを届けたいなという気持ちがずっとありました。違法ではなく、公式で出して、ニッポン放送だけではなくて、パーソナリティーのみなさん、制作スタッフさんにも分配するという仕組みを整えていきます。」とコメントしている[10]。
- オールナイトニッポンプロデューサーの冨山雄一は、サービス開始直後にツイッターを更新し、「ニッポン放送地下4階の倉庫に眠るマスター音源を使用しています。2010年3月のradikoスタート前の番組は初めてクリアな音源が公開です！なんでくりぃむしちゅーとかはAMラジオ音源しか今までなかったのでビックリすると思います。」とコメントしている。

## 歴代スタッフ

### ディレクター
- （裏初代ディレクター：八島賢一）

『知ってる?24時。』でディレクターを務めており、当番組でも継続して務めることになっていたのだが、番組開始寸前に営業部に異動となり、「幻の初代ディレクター」となってしまった。
- 初代ディレクター：松尾紀明（番組開始時 - 2006年3月14日）

離任後、自身の結婚式にくりぃむの2人も出席したが、新婦側の来賓客の「2人に表彰状を作ってきた」、「51%の思いやり」など長く中身のないヘンテコなスピーチをネタにし、「話の長い奴は最低だ」と2人が賛同した。後日、くりぃむの2人はオールナイトの本番前に「聞いてましたよ」と松尾から嫌味を言われたというが、2016年の復活の際に離婚していたことが明らかになった。
- 2代目ディレクター：節丸雅矛（2006年3月21日 - 2006年7月11日）

離任してからしばらく経った後、リスナーのハガキから「節丸はテッパン」ということをネタにされ、その後定着。ラグビー部祭りやババアSPなどの企画を担当。
- 3代目ディレクター：長浜純（2006年7月18日 - 2007年1月30日）

くりぃむやリスナーから全くと言っていいほどネタにされず、石川と長浜以外のスタッフには全員にあだ名が付けられていたにもかかわらず、長浜だけにはあだ名が付かなかった。2007年初頭頃、リスナーから「ロングビーチ」「ダイレクト生ハメ」などのあだ名候補が提案されるも採用されず、結局あだ名がつかないまま、番組を外れることになった。
- 4代目ディレクター：鈴木賢一（通称：EDビーチ、2007年2月6日 - 2008年3月18日）

元々のあだ名は「ビーチ」だったが、たとえてガッテンのリスナーのネタから「EDビーチ」となった。しかし、くりぃむは何気なく彼の話題を出すときには「ビーチ」と呼んでいる。彼が本当にED（Erectile Dysfunction：勃起不全）であるわけではない。「ED」は「エレクトディレクター」の略だと主張しているらしい。この番組の開始以来2007年2月まで開始当初からずっとADだったが、ディレクターに昇進。オープニングがあまりに長く、後々のコーナーやCMの流し方に影響が出るため、ディレクターに昇格すると同時にリスナーによるタイトルコールを廃止（詳しくは前述）。その後リスナー参加型のコーナーを作るも1ヶ月で消滅。そしてスペシャルウィークのみリスナーの番組参加という形に変更した。
- 5代目ディレクター：柴田（通称：チンコーさん、2008年3月25日 - 2008年6月3日）

番組見習いとして着任も、史上最短の3ヶ月（担当回数10回）で番組を離れた。そのせいか、番組最終回に歴代ディレクターを顧みた際にはくりぃむしちゅーの二人に「柴田って誰だ？」と言われるほど忘れられていた。
- 6代目ディレクター：木之本尚輝（通称:プリンセス・チンコーさん、2008年6月10日 - 番組終了時）

### AD（アシスタントディレクター）
- 初代：鈴木賢一（番組開始 - 2007年1月30日）
- 臨時AD：田野幸伸

2007年1月2日のみ担当。EDビーチこと鈴木が欠席したため、2007年1月21日にミキサーの大城と結婚する田野が代理で参加。番組内でブタ夫として弄られることに。
- 2代目：生江龍太郎（2007年2月6日 - 番組終了）

2007年3月20日の放送にて当時のディレクター、ビーチこと鈴木がインフルエンザで番組を欠席。そして番組に参加して1ヶ月足らずで生江が急遽ディレクターを担当した。なおこの日の放送では曲が1曲も流れないと言う珍事が起こった。在任期間中常にあだ名を募集していたが、特に付けられないまま番組終了。2020年の復活時にはディレクターを担当した。

### 作家
- 放送作家：石川昭人（放送中に聴こえる笑い声の主）

石川には特にあだ名も付けられず、たとえてガッテンのネタにもあまり出てこなかった。逆に、ガッテンではこれを逆手にとり「作家の石川はいじらない」という暗黙の掟がある、というネタが送られたこともある。
- サブ作家：本間俊彦（通称：ゴミメガネ・ゴミちゃん）

本間は2006年12月5日の放送で童貞妄想選手権の見本の作品の発表の際に、本番は蒼井そらが担当する、女役として番組に出演。上田に滑舌の悪さをイジられた。 A-1グランプリで『ブタメガネ』の惨敗の戦犯として、上田から徹底的なつるし上げを食らう事となった。学生時代ハガキ職人をやっていたが、どの番組でもハガキが読まれたことはないらしい。（『知ってる?24時。』より）2008年2月12日放送では番組のエンディングで、明らかに女性の出で立ちであることについてのメールが募集された。
いわゆるユニセックスと言われるものを履き違えたファッションを（女装と見られる）し、くりぃむしちゅーにいじられていた。その後、ユニセックス的なファッションは落ち着いたようだがその後のファッションのテーマも「非現実的」や「ボタンの掛け違い」といった意味不明なもので、二人の笑いの種にされていた。

### ミキサー
- 初代ミキサー：田野英子（通称：ブタ女、旧姓：大城）

サウンドマンの同僚の田野幸伸との4年半の交際を経て、2006年8月に婚約、2007年1月21日に結婚。しかし、交際していた4年半の間は周囲の人間にそのことを完全に秘密にしていた。また、婚約発表する一週間前にも自分に彼氏がいないことなどを上田に相談しており、上田は親身になってアドバイスをしたらしい。結果、その婚約発表によって大城に完全に欺かれた形となった上田は、軽蔑の念（しかし本当に嫌っているというわけでは決してなく、『知ってる??』時代からの、仕事上での長い付き合いの大城への親しみの表れでもある）を込め、大城を『ブタ女』と呼ぶようになった。
2007年1月23日のタイトルコールで新婚旅行先の与論島から電話で登場した。HP上で大城の写った写真がアップされるとブタ女のあだ名とは裏腹にリスナーから「かわいい」などと反響を呼び、ニッポン放送の番組ホームページのアクセスランキングでも1位になり、それにまた調子に乗ったことで、くりぃむの怒りを買っている。
夫の田野幸伸は文化放送の『野川さくらのマシュマロ♪たいむ』のディレクターを務めている。夫はかなりのアイドル・アニメオタクである。前番組（『土屋礼央のオールナイトニッポン』）のミキサーでもあった。
学生時代『ウッチャンナンチャンのオールナイトニッポン』のハガキ職人をやっており、当時ハガキ職人だった石川とはコーナーで対決して勝利を収めている。当時のラジオネームは「満月パンダ」。
A-1グランプリではゴミメガネと共に『ブタメガネ』を結成して臨んだが惨敗を喫する。
- 2代目ミキサー：岡本

初代ミキサー・大城の裏切り事件があったため就任初日にくりぃむから恋人の有無をはっきりさせろと言われ、きっぱりいると答えたにもかかわらず『2代目ブタオンナ』や『偽ブタオンナ』と呼ばれていた。

## 復活特番

### 2016年6月17日
金曜1部枠で放送。一夜限定で番組が復活することが2016年6月6日に発表された。番組内では熊本地震を受け月1回のチャリティートークライブを開催することを発表。「ツッコミ道場! たとえてガッテン!」（お題は「幻の最終回対決」と称して対戦が行われなかった最終回と同じく「DAIGO」、「木下優樹菜」）、「有田哲平の魂のリクエスト!」のコーナーが放送された。

### 2016年12月6日
レギュラー放送時以来となる火曜1部枠で放送。「スターダストNIGHT」からスタート。「ガッテン」等のコーナーとあわせ、レギュラー時にもゲスト出演の経験があり、当時「ピコ太郎」ブームに乗っていた古坂大魔王がコメントを寄せたほか、直近のトークライブ予定の告知も行われた。しかし裏番組を担当している爆笑問題太田光は、自身の番組と被せられたことに不満があった。有田の結婚発表の直後であったため、その話題も多かった。

### 2017年5月29日
月曜1部枠で放送。翌月に地元・熊本でトークライブを行うことを発表。

### 2018年8月31日
オールナイトニッポン放送開始50周年記念『お笑いラジオスターウィーク』企画として金曜1部枠で放送。

### 2020年9月22日
『お笑いラジオスターウィーク2020』企画として火曜1部枠で放送。164回目のレギュラー放送という設定であり、「今でもレギュラーでやっているんですけど。2年半くらい、星野源さんがピンチヒッターでやっていただいている。」という有田に対して上田は「ピンチヒッターの幅が長すぎない？　あっちの方が多いよ」とツッコんだ。前回の放送からは2年ぶり、火曜1部枠での放送は4年ぶりとなった。コーナーは「ガッテン」が行われ、上田チームが勝利。「有魂リク」も行われた。

### 2021年5月5日
上記番組本のヒットを受けて、水曜1部枠で放送。これまでの特番同様、「165回目のレギュラー放送」の設定で放送された。

### 2023年2月19日
『オールナイトニッポン55周年記念 オールナイトニッポン55時間スペシャル』の企画として13:00 - 15:00に第166回目のレギュラー放送。18年目に突入。

## 有田・上田のニッポン放送歴
- コンビ名改名前に担当したオールナイトニッポン単発特番で、海砂利水魚のオールナイトニッポンを1994年に金曜2部（深夜27:00-29:00）、1997年6月に月曜2部（深夜27:00-29:00）、1998年8月に水曜1部（深夜25:00-27:00）にそれぞれ一夜だけ担当した。
- 当時の上田・有田の2人は漫才ライブ以外の時、プライベートでは2人の地元熊本の熊本弁で話していたが、そのオールナイトニッポン単発特番を経験したため、「オールナイトニッポンもあるし、プライベートから標準語でしゃべろう」と標準語で喋るようになった。
- 有田は勅使川原昭によって頭を丸刈りにされたことがある（1994年の時）。
- しかし、特番としての2部初担当後、「女子高生サイコー!?裁判SHOW!!」と「海砂利水魚のディスコ・ザ・ガマ」は出演依頼がきたものの、結局、海砂利水魚には特番以外の「オールナイトニッポン」のレギュラー出演依頼はこなかった。しかし、有田に先んじて上田は2003年3月31日から「知ってる?24時。」をピンで担当。遅れて有田は、2003年10月から「目からウロコ!21」（その後2004年10月から時間移動により「目からウロコ!24」にタイトル変更）をそれぞれ担当。その後「知ってる?」と「目からウロコ」での仕事ぶりが評価され、2005年7月5日にレギュラースタート。
- くりぃむしちゅーに改名して以降は1度もスペシャルのオールナイトニッポンを担当していなかったため、2005年7月のスタートはかなり久々のオールナイトニッポン1部の担当だった。ただし、一夜限りのオールナイトニッポンR スペシャルナイトでは、2005年5月20日、同年8月20日に上田は、上田の後輩で親友の古坂和仁（古坂大魔王、元底ぬけAIR-LINE）と共に「上田晋也と古坂大魔王のオールナイトニッポンR」として担当したことがある。